# アール・ヌーヴォー

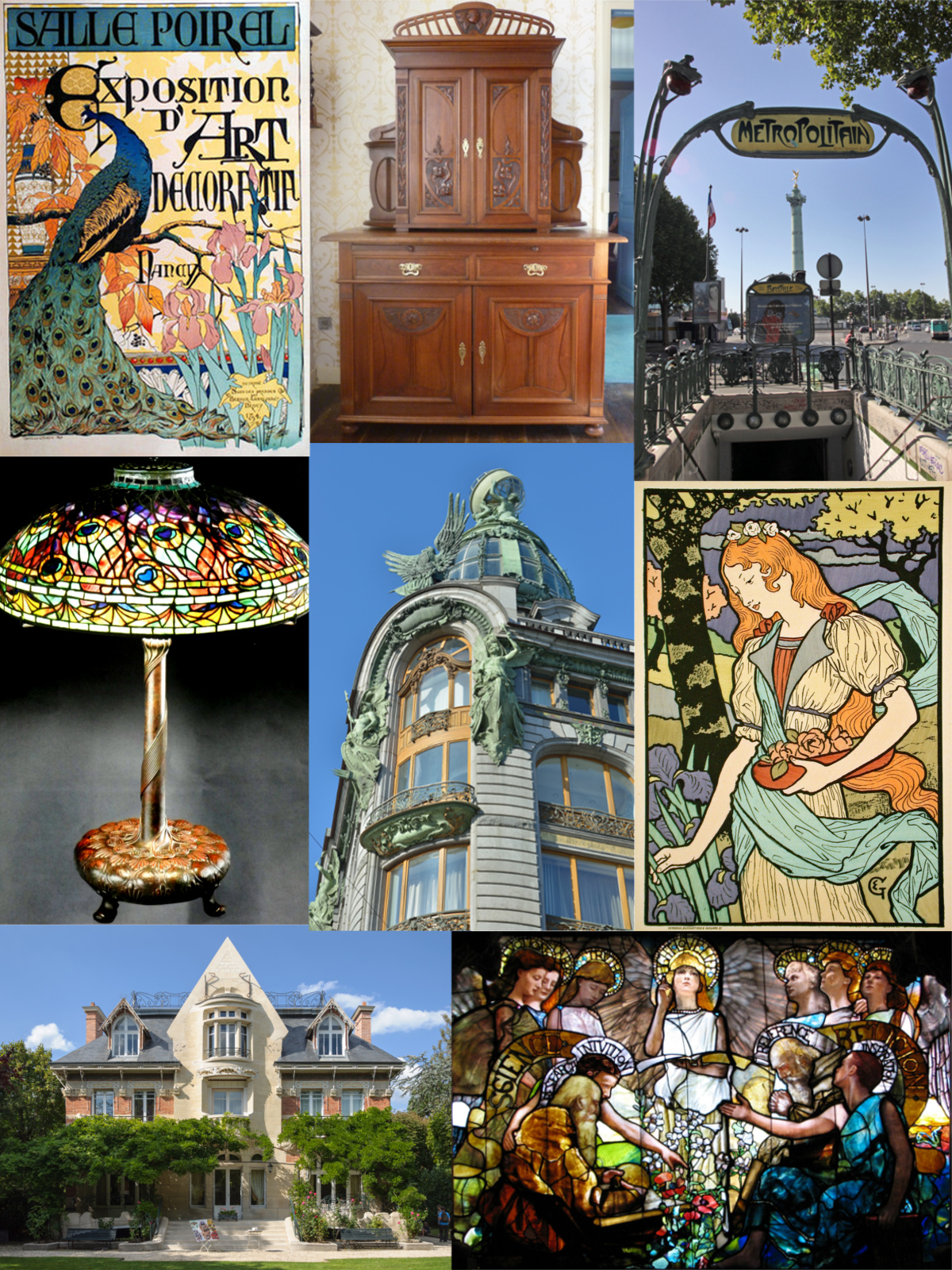
アール・ヌーヴォー作品

アール・ヌーヴォー（フランス語: Art nouveau）とは、19世紀末から20世紀初頭にかけてヨーロッパを中心に開花した国際的な美術運動。「新しい芸術」を意味する。花や植物などの有機的なモチーフや自由曲線の組み合わせによる従来の様式に囚われない装飾性や、鉄やガラスといった当時の新素材の利用などが特徴。分野としては建築、工芸品、グラフィックデザインなど多岐にわたった。
第一次世界大戦を境に、装飾を否定する低コストなモダンデザインが普及するようになると、アール・デコへの移行が起き、アール・ヌーヴォーは世紀末の退廃的なデザインだとして美術史上もほとんど顧みられなくなった。しかし、1960年代のアメリカ合衆国でアール･ヌーヴォーのリバイバルが起こって以降、その豊かな装飾性、個性的な造形の再評価が進んでおり、新古典主義とモダニズムの架け橋と考えられるようになった。ブリュッセルやリガ歴史地区のアール・ヌーヴォー建築群は世界遺産に登録されている。

## 歴史

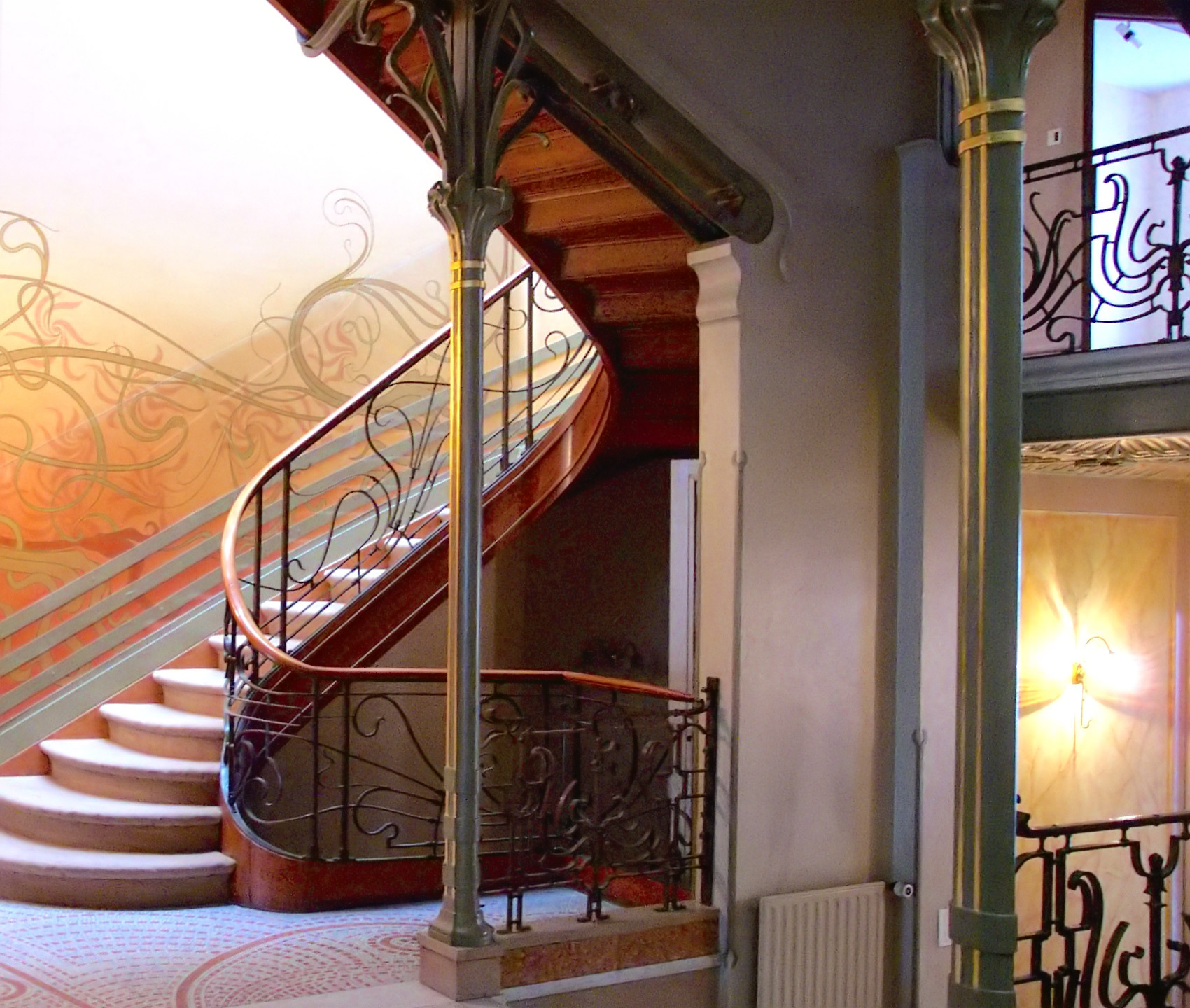
ヴィクトール・オルタ「タッセル邸」。ブリュッセル、1893年

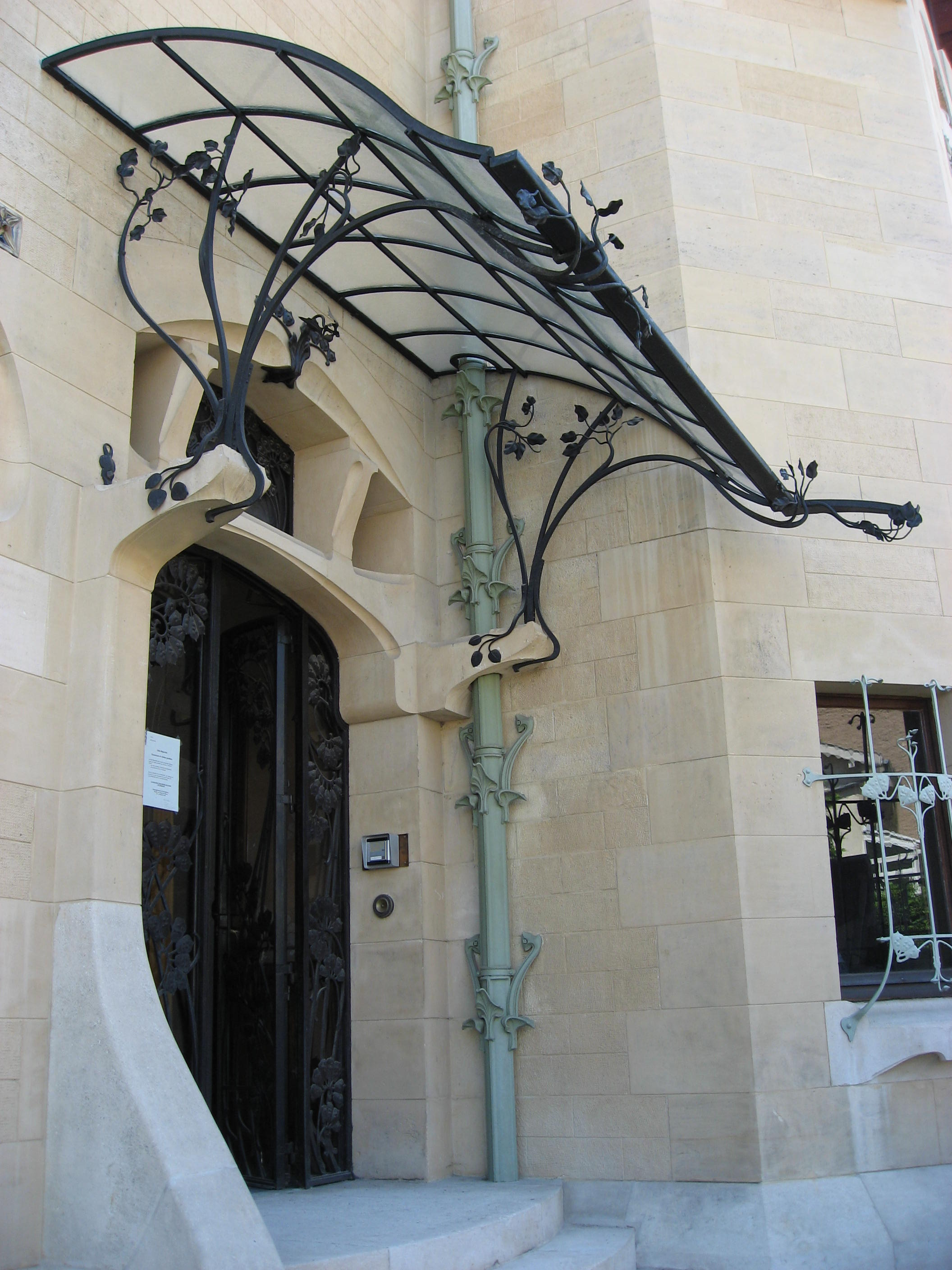
マジョレル邸の玄関の金物工芸

アール・ヌーヴォーは、フランスではスタイル・メトロ、アート・ベル・エポック、世紀末のアート、などと呼ばれることもあったNew York: The Metropolitan Museum of Art, 2000 (October 2006)。アール・ヌーヴォーという言葉はパリの美術商、サミュエル・ビングの店の名前から一般化した。この言葉で狭義にベル・エポックのフランスの装飾美術を指す場合と、広義にアーツ・アンド・クラフツ以降、世紀末美術、ガウディの建築までを含めた各国の傾向を総称する場合とがある。国によって次のようにも呼ばれているが、これらの様式の大部分にはそれほど大きな違いはない。
「ティファニー」（アメリカ合衆国。ルイス・カムフォート・ティファニーの名による）、「ユーゲント・シュティール（ドイツ。雑誌『ユーゲント』から）、「ウィーン分離派」（オーストリア）、「ネーウェ・クンスト」（オランダ）、「スティレ・リベルティ」（イタリア・リバティ百貨店から）、「モデルニスモ」（スペイン）、「スティル・サパン」（スイス）、「スティル・モデルヌ」（ロシア）、「モダン・スタイル」（イギリス）など。フランスでは、アール・ヌーヴォーは批判者からは、特徴的なアラベスクなフォルムから「ヌイユ様式」（麺類様式）、またエクトール・ギマールにより1900年に実現されたパリ地下鉄のこの様式の出入口から「メトロ様式」などとも呼ばれた。

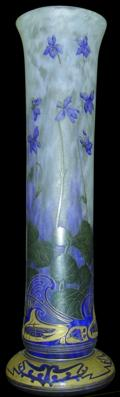
ドームの壺（ナンシー派、1900年頃）

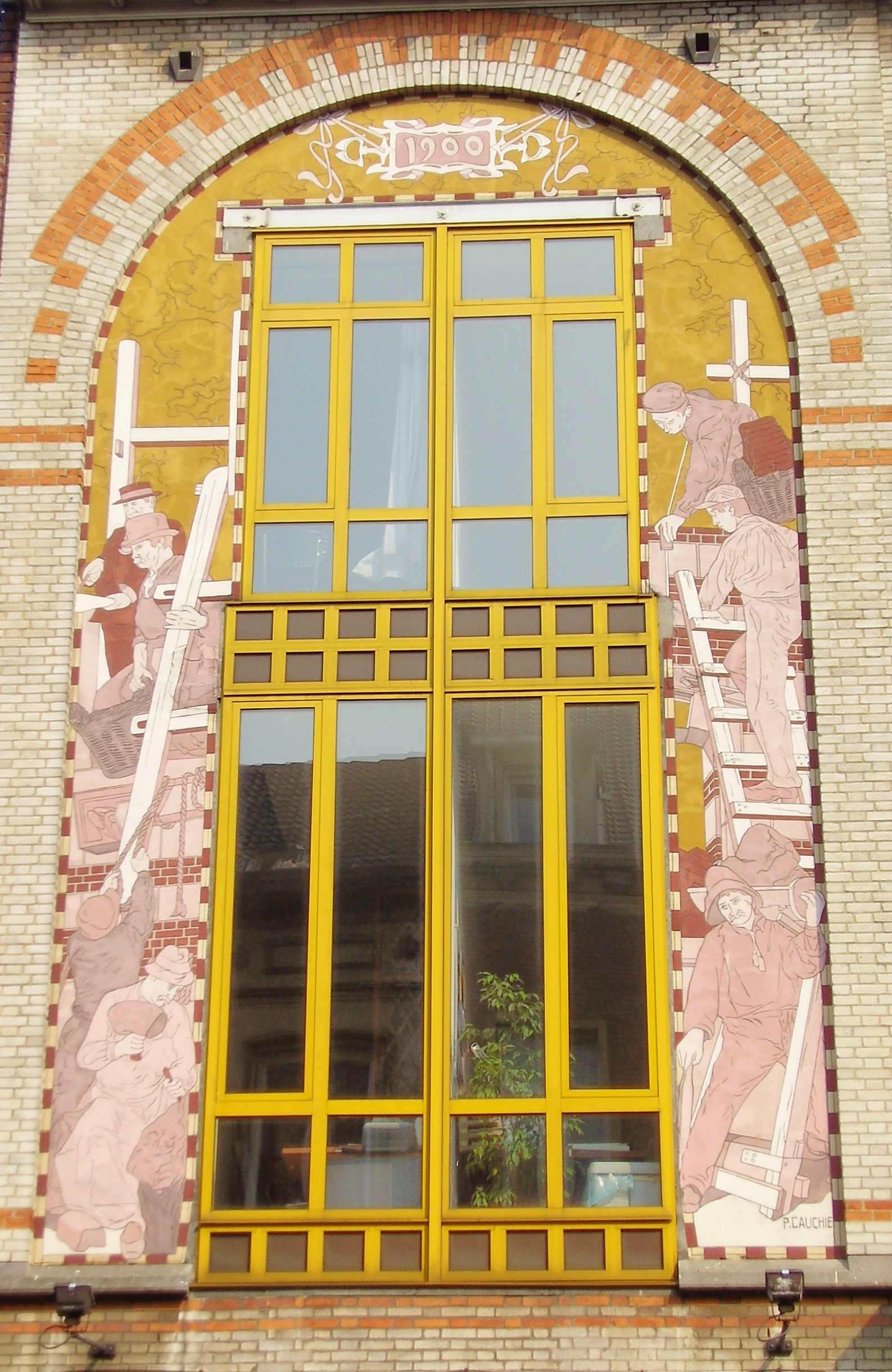
ポール・コーシーのズグラッフィート。ブリュッセル、1900年

アール・ヌーヴォーの理論的先駆はヴィクトリア朝イギリスのアーツ・アンド・クラフツ運動に求められる。ウィリアム・モリスやジョン・ラスキンらは、工業化の進行とそれによる創造性の枯渇を厭い、社会の再生は、人々の周りにあり人々が使うもののフォルムの真正性によってしか成されないのであるとして、中世のギルドの精神、自然界のモチーフの研究、洗練されたフォルムへの回帰を強く勧めた。

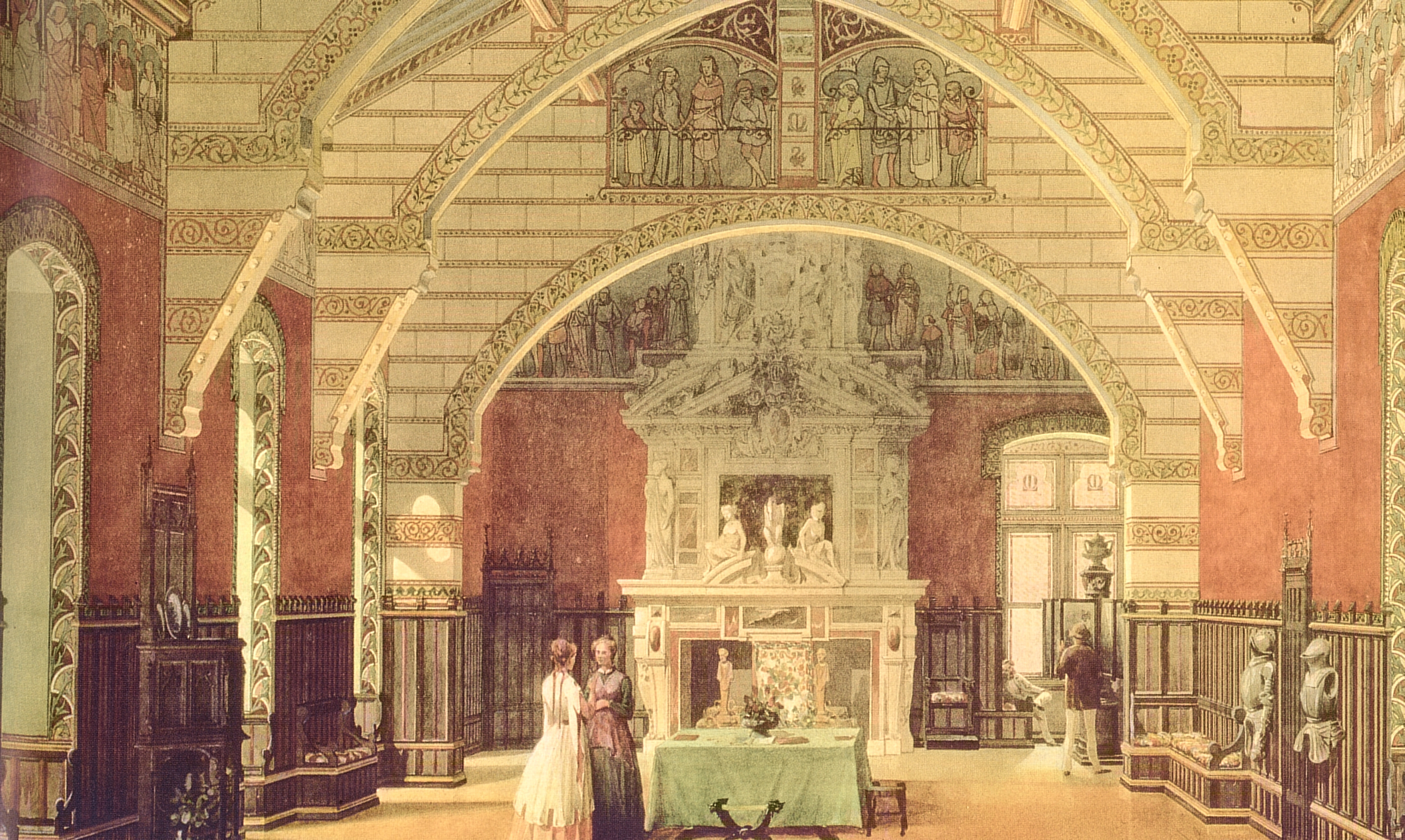
ロックタイヤード城の教区会議広間

フランスでは、この意図は多少なりともモラリスト的で、より合理的なものとなった。ウジェーヌ・エマニュエル・ヴィオレ・ル・デュクは現代的な素材（特に鉄）を拒絶せず、中世のゴシック建築の構造と同様に逆にそれに装飾的・美的な機能を与えて誇示した。一連のネオ・ゴシック運動の先導者として知られていたにもかかわらず、ヴィオレ・ル・デュクは数々のアール・ヌーヴォーの建築家にも影響を与えた。ロックタイヤード城のフレスコ画(1859)を含む彼の諸作品はネオ・ゴシック運動とアール・ヌーヴォーの血縁関係の完璧な例である。
1893年にヴィクトール・オルタがブリュッセルに建設したタッセル邸がアール・ヌーヴォー様式の最初の建築物であると見做されている。そこではヴィオレ・ル・デュクの流れを完璧に酌んで、金物、モザイク、壁画、ステンドグラスといった構造的であると同時に装飾的でもある要素を取り囲む植物的な曲線が空間のなめらかな流れと響き合っている。
「アール・ヌーヴォー」という言葉は1894年にベルギーの雑誌L'Art moderne(現代美術)においてアンリ・ヴァン・デ・ヴェルデの芸術作品を形容する言葉としてエドモン・ピカールが初めて用いた。この言葉はフランスに伝わり、1895年12月26日、パリのプロヴァンス通り22番地に美術商サミュエル・ビングの店「メゾン・ド・ラール・ヌーヴォー」（仏: Maison de l'Art Nouveau）の看板として登場した。ここではヴァン・デ・ヴェルデの他、エドヴァルド・ムンク、オーギュスト・ロダン、ルイス・カムフォート・ティファニー、アンリ・ド・トゥールーズ＝ロートレックなど、多数の象徴派とアール・ヌーヴォーの勢力下の展示が行われた。エクトール・ギマールは彼らとは別の孤独な道を行き、「ギマール様式」と呼ばれる彼独自の世界を作り出し、多作かつ隔絶した才能であったと見なされている。
フランスのアール・ヌーヴォーの最も見事な総体が構成されたのはナンシーである。1870年のアルザスとモゼルの併合の後、ドイツの支配の下に留まることを望まなかった多数の併合ロレーヌ地方の住民は仏領ロレーヌに移住した。ここでアール・ヌーヴォーは地方主義要求の表明手段となり、エミール・ガレ、ドーム兄弟、ジャック・グリューバーらがナンシー派を形成した。
1900年のパリ万国博覧会でビングは現代的な家具、タペストリー、芸術的オブジェなどを色とデザインの両面でコーディネートしたインスタレーション展示を行った。これらの完全な形で再現された装飾的なディスプレイはこの様式と非常に強く結び付いていたので、結果としてビングの店の名前「アール・ヌーヴォー」が様式全体を指すようになった。他方で彼らの真正の作品は、彼ら自身が（意図せずに）提唱者となった流行の成功によって飲み込まれ、はびこる粗製濫造の装飾品（ビングとヴァン・デ・ヴェルデの告発）はアール・ヌーヴォーの記憶を長きにわたり汚すことにもなる。
アール・ヌーヴォーは、フォルムの再生を妨げる格式ばった歴史主義とは異なる選択肢を提案するために象牙の塔から出て、日用品の装飾を引き受け過去の様式を断ち切りつつも利用する一群の芸術家たちの営みであった。
この観点から、木や石のような古くからの素材が鋼やガラスのような新しい素材と組み合わされた。芸術家たちはそれぞれの素材から最良のものを引き出すべく極限まで探求を推し進めた。多層のパート・ド・ヴェール（ガラス工芸の一種）、金物工芸の組み合わせ模様を施した階段の手すり、うねりのある木の家具などは、自然界に刺激されたフォルムの革新への意志を保ちつつも、意向に応じて手頃な価格で芸術を取り入れることを可能にした。この芸術はまた数多くのパトロンを持ち、選ばれたブルジョワ階層の間で広がって行った。
花、草、樹木、昆虫、動物などのモチーフがよく用いられ、これらは住居の中に美を取り入れるのみならず自然界にある美的感覚に気付かせることを可能にした。他方で鋼の使用は建築物の高層化を可能にし、摩天楼を実現するまでに至った。
アール・ヌーヴォーはパリの無数の建物に影響を与えたのはもちろん、ヴァル＝ド＝マルヌやエソンヌやセーヌ＝サン＝ドニといったパリ近郊を散歩するとよく目にする、大半が20世紀初頭に建造された珪石造の数多くの古い別荘にも非常に大きな影響を与えている。錬鉄の大胆な使用、煉瓦と陶器による装飾、切妻と時として小塔がこれらの特徴となっている。こうした郊外でフランスの建築家たちは、アカデミズムとは対照的に総体的なものであろうとしたアール・ヌーヴォーが端緒となった新しい素材と新しい様式を実験したのである。
第一次世界大戦を境に、様式化が進みコスト高でもあったアール・ヌーヴォーのデザインは、流線型で直進的であり安価に製造できる、ラフで簡素で工業的な美意識に忠実であると考えられたモダニズム的なデザインへと変化して行った。アール・デコである（1920-1940）。

## 家具調度

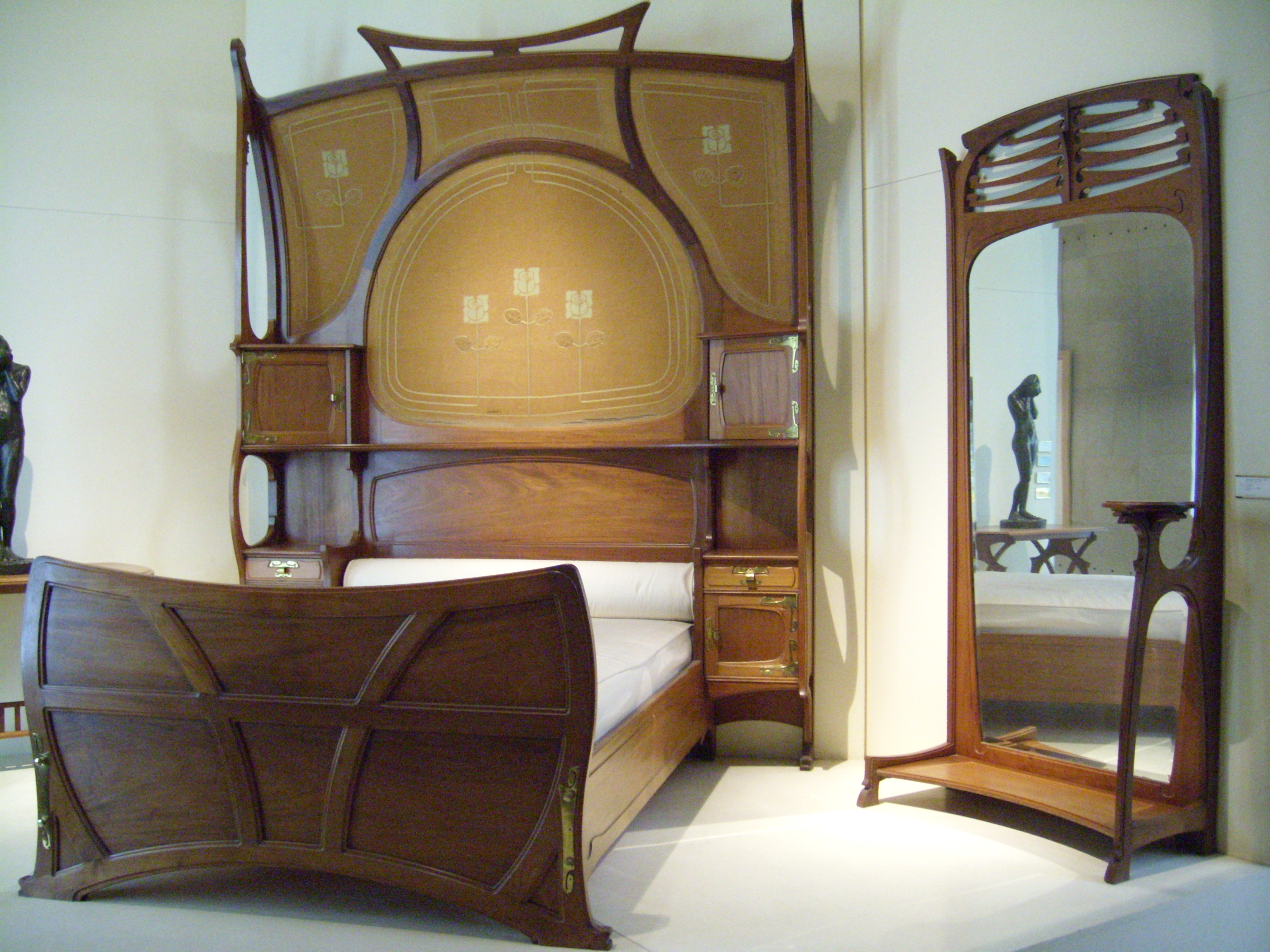
ギュスターヴ・セリュリエ＝ボヴィによるベッドと鏡台 (1899)。オルセー美術館の展示

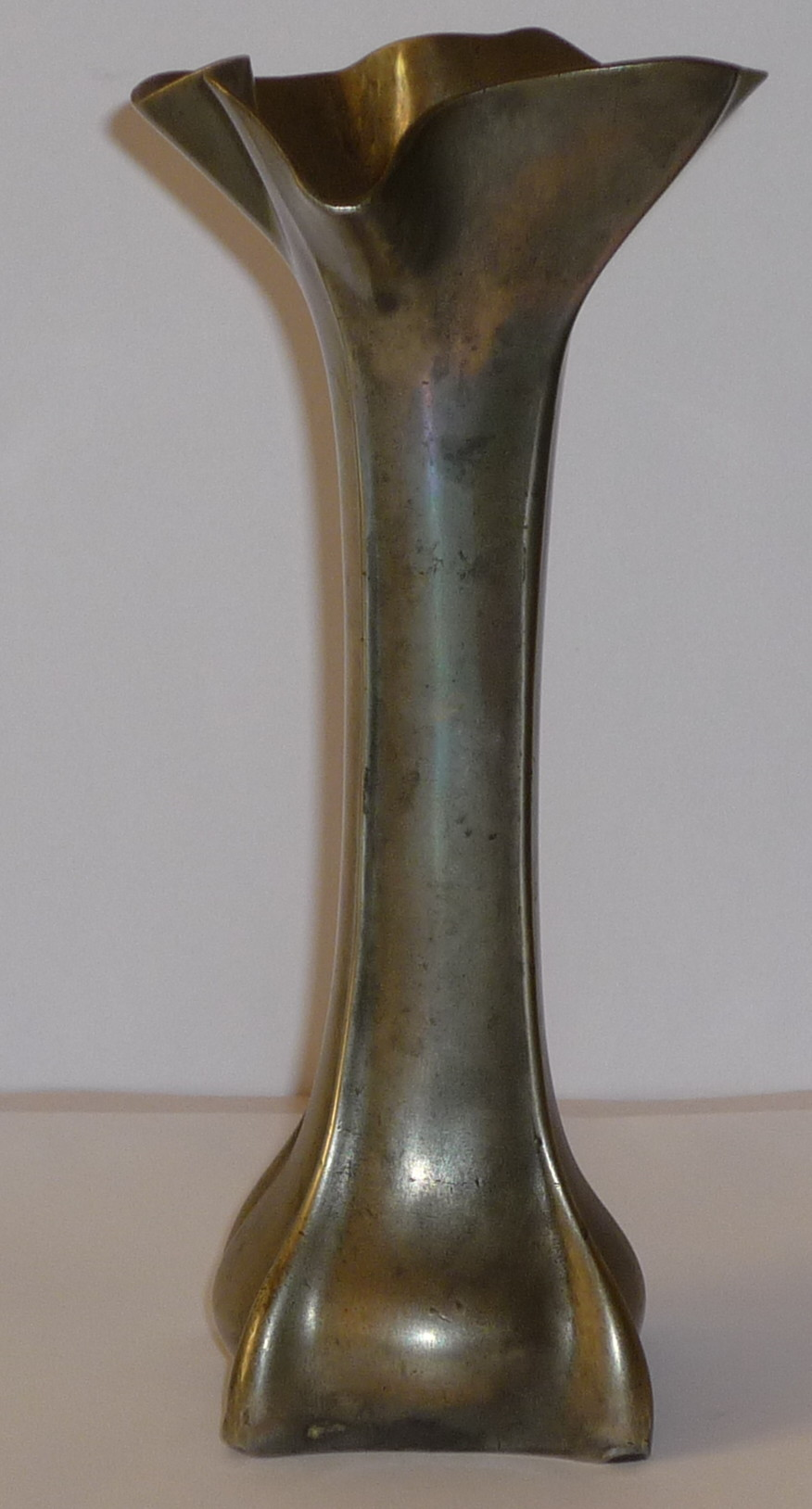
アール・ヌーヴォーの錫の花瓶 (1900年頃)

アール・ヌーヴォーの家具の概念は職人仕事を再生させた。アール・ヌーヴォーは制作者個々人によるスタイルであり、それは職人の仕事を中心に据え機械仕事からは距離を置くものであった。室内装飾の領域での大きな革新は統一性の探求にあった。とはいえ、アール・ヌーヴォーも伝統的な様式と無縁というわけではなく、とりわけゴシック、ロココ、バロックなどの影響を残していた。ゴシックから理論的なモデルを、ロココなどから非対称性の応用を、バロックからはフォルムの造形的な概念を引き継いでいる。日本の彩色芸術もまた、その立体感の極めて平面的な扱いによって、ギリシャ式オーダーの対称性への隷属からアール・ヌーヴォーが解放されるのに貢献した（ジャポニスム）。
木は奇妙な形となり、金属は自然の流れの交錯を模倣して曲りくねった形となった。実際に、アール・ヌーヴォーは自然の観察に大いに基づいており、それは装飾のみならず、見方によっては構造的な部分にまで及んでいた。命を持つ、官能的な波打つ線が構造部分にまで行き渡り支配していた。椅子やテーブルは素材の中で特徴的なしなやかさに形作られていた。それが可能なあらゆる箇所で、直線は禁じられ、構造上の分かれ目は連続した曲線と動線のために隠されていた。アール・ヌーヴォーの最も優れた作品は、その際立った線のリズムにより、18世紀の高級家具にも似た調和を見せていた。
フランスでは、アール・ヌーヴォーは2つの派に分かれていた。一方はサミュエル・ビングとその店を中心としたパリ、もう一方はエミール・ガレ（1846-1904）に率いられたナンシーのそれである。ロココとアール・ヌーヴォーの類縁性が最も説得力を持つのはナンシーの方であった。それほど魅惑的ではないが、当時最も名を知られていた芸術家の1人であったルイ・マジョレル（1859-1926）が間違いなくナンシーのアール・ヌーヴォーの2番目の先導者であった。ガレは植物から象徴的な文学の銘に至るまでの幅広いモチーフの象嵌細工を得意とした。この巨匠の作品に典型的に見られるのが構造的な要素が幹や枝から末では花となって終わる変容である。ナンシー派とは対照的に、パリのアール・ヌーヴォーはより軽快で洗練された簡素なものであった。自然から着想されたモチーフはより大まかに様式化され、場合によっては半抽象化までされており、副次的なものとなっているように見える。

## 宝飾

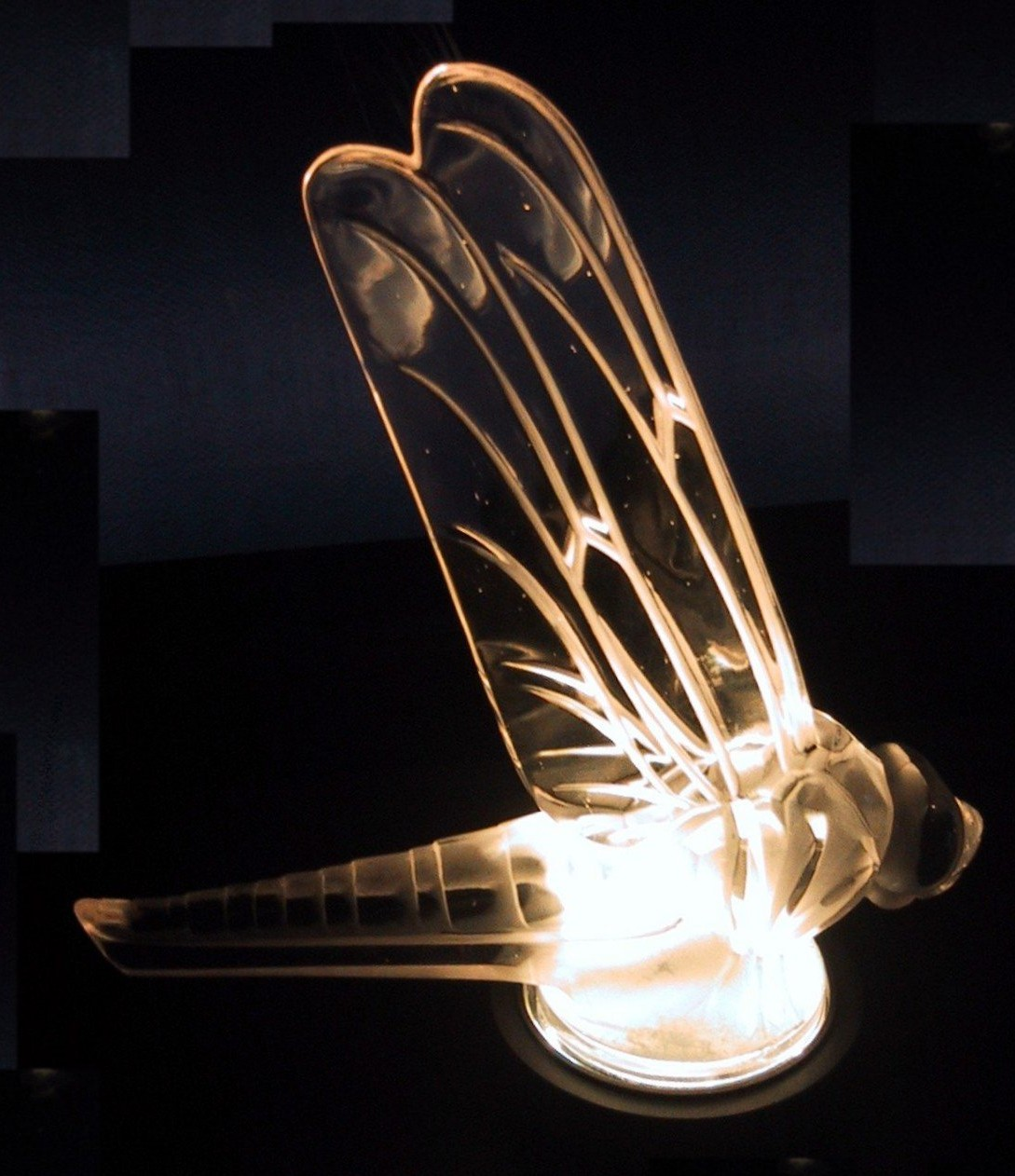
ルネ・ラリックのガラス工芸『蜻蛉』(1928)。トヨタ博物館蔵

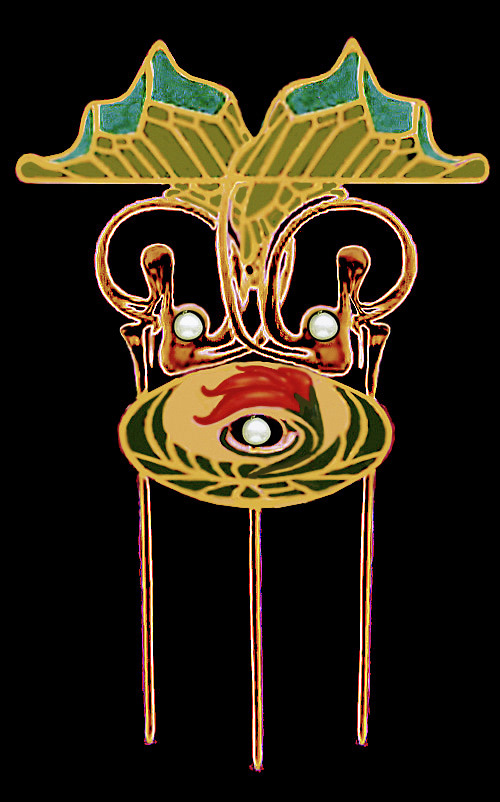
アール・ヌーヴォー宝飾の例

自然を主要な着想源としたアール・ヌーヴォーは宝飾芸術にも新たな命を吹き込んだ。この革新は琺瑯細工やオパールやその他の半貴石のような新しい素材での職人芸によって成し遂げられた。日本美術への関心の広がりや各種の金属加工技術への高まる情熱が新しい芸術的なアプローチや装飾の主題に大きな役割を演じた。
18・19世紀には、宝飾は貴石、特にダイヤモンドに集中していた。宝飾工の主要な関心は宝石を輝かせるために取り付ける枠を作ることにあった。アール・ヌーヴォーの到来により、芸術的なデザインの概念に動機付けられ、嵌め込まれる宝石にはもはや装身具の中核的な重要性を置かない新しいタイプの宝飾が日の目を見た。
パリとブリュッセルの宝飾工たちがこの急変の主導者となり、彼らの吹き込んだ新しい息吹はアール・ヌーヴォー様式の高い評判となって現れた。宝飾芸術は根源的な変容を経験し、その中心となったのは宝飾工でありガラス職人であったルネ・ラリックであったというのが現代フランスの批評家たちの一致した見解である。ラリックはその作品において、日本美術の意匠に着想を得て蜻蛉や草といったあまり慣習的でなかった要素を取り入れることでレパートリーを増し自然をさらに輝かせた。
宝飾工たちはこの新しい様式を伝統に組み入れ、ルネサンスの、特に七宝と彫刻を施した装身具から着想を汲み他と一線を画そうと望んだ。七宝を施した作品の多くにおいて宝石は主役の座を譲り、ダイヤモンドも造形したガラス・象牙・角といったそれまであまり一般的でなかった素材と組み合わせての副次的な役割に格下げされた。宝飾工という職業の認識も変化し、その作品性のためもはや職人ではなく芸術家であると考えられるようになった。

## 絵画
| ジョルジュ・ド・フール『メランコリー』 |  | サミット、イタリアの画家チェーザレ・サッカージによるアールヌーボー作品 |
| ジョルジュ・ド・フール『メランコリー』 |  | サミット、イタリアの画家チェーザレ・サッカージによるアールヌーボー作品 |

アンリ・ベレリ＝デフォンテーヌ、ジュール・シェレ、ジョルジュ・ド・フール、ヴィクトール・プルーヴェ、テオフィル・アレクサンドル・スタンランなどの画家たちも純粋芸術とマイナー芸術の分離を拒否して絵画・リトグラフ・ポスターに同じように労力を捧げた。絵画もまた装飾の1つとなったのである。

## グラフィック・アート
本の表紙から雑誌の挿絵まで、宣伝ポスターから装飾パネルまで、新聞のタイポグラフィから絵はがきまで、ありとあらゆるところにアール・ヌーヴォーはその足跡を残した。グラフィックデザインやイラストレーションに属するこれらの領域に専心した数多くの者たちの中でも、最も大きな影響力があったのは間違いなくチェコのアルフォンス・ミュシャであり、1895年1月1日にパリの街頭に貼り出されたヴィクトリアン・サルドゥの演劇『Gismonda』のポスターは一夜にしてセンセーションを巻き起こした。これらの作品は、ほとんどの場合で女性を中央に据え、自然の要素からなるアラベスクで取り囲んだ繊細なデザインで世界的な評判を獲得した。主に商業的な性質の作品で用いられたこのスタイルは当時のイラストレーターたちに広く模倣された。
オーブリー・ビアズリーが最も独創的なアール・ヌーヴォーの芸術家の1人として挙げられる。ビアズリー独特の白黒イラストレーションは、挿画の対象に選んだ主題が不遜なもので論争を引き起こしたにもかかわらず同時代人の賞賛を浴びた。
その他の著名なポスター作家としてチャールズ・レニー・マッキントッシュ（アーツ・アンド・クラフツ運動の一員であった）、アンリ・プリヴァ＝リヴモン、コロマン・モーザー、フランツ・フォン・シュトゥックなどが挙げられる。

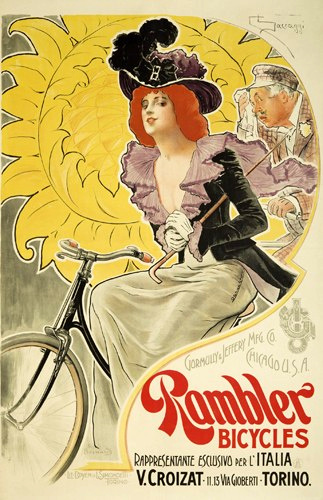
チェザーレ・サッカッジ（イタリア語版）によるアールヌーボー広告ポスター
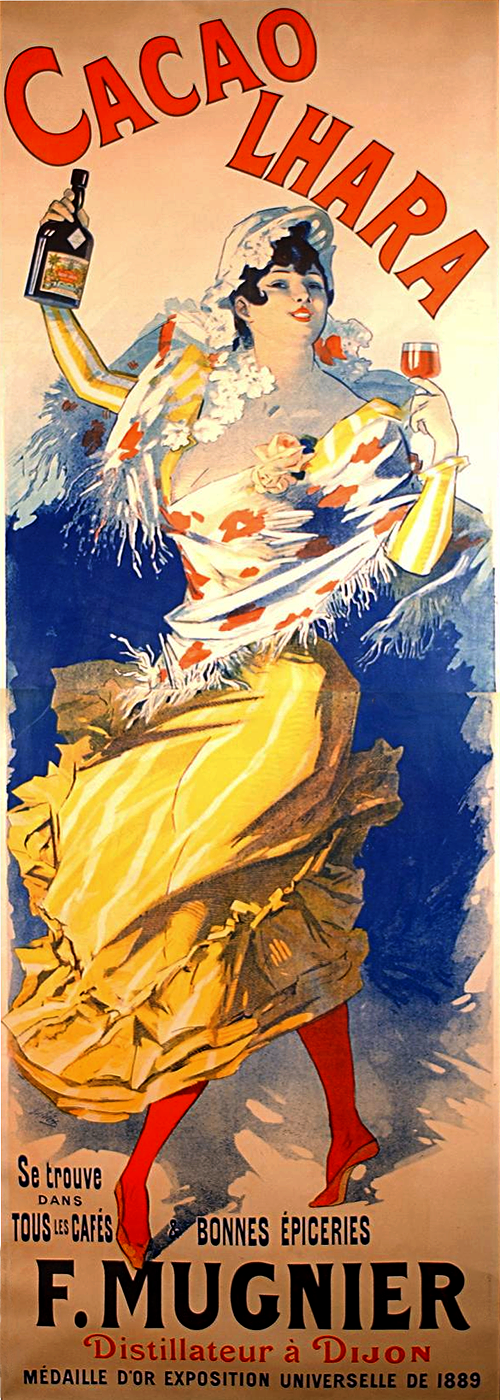
ジュール・シェレ『Cacao Lhara』ポスター(1890)
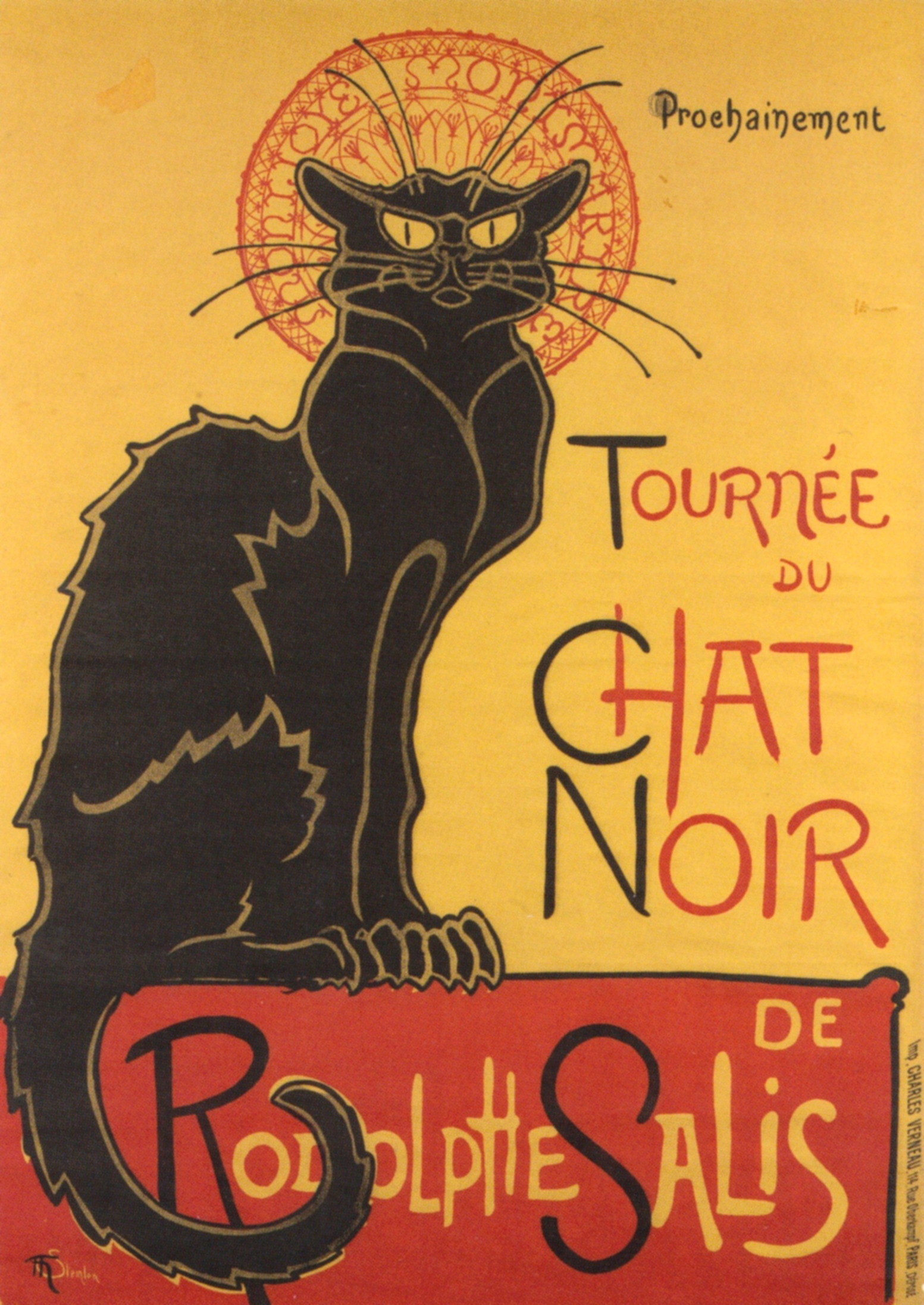
テオフィル・アレクサンドル・スタンラン『黒猫』ポスター(1896)
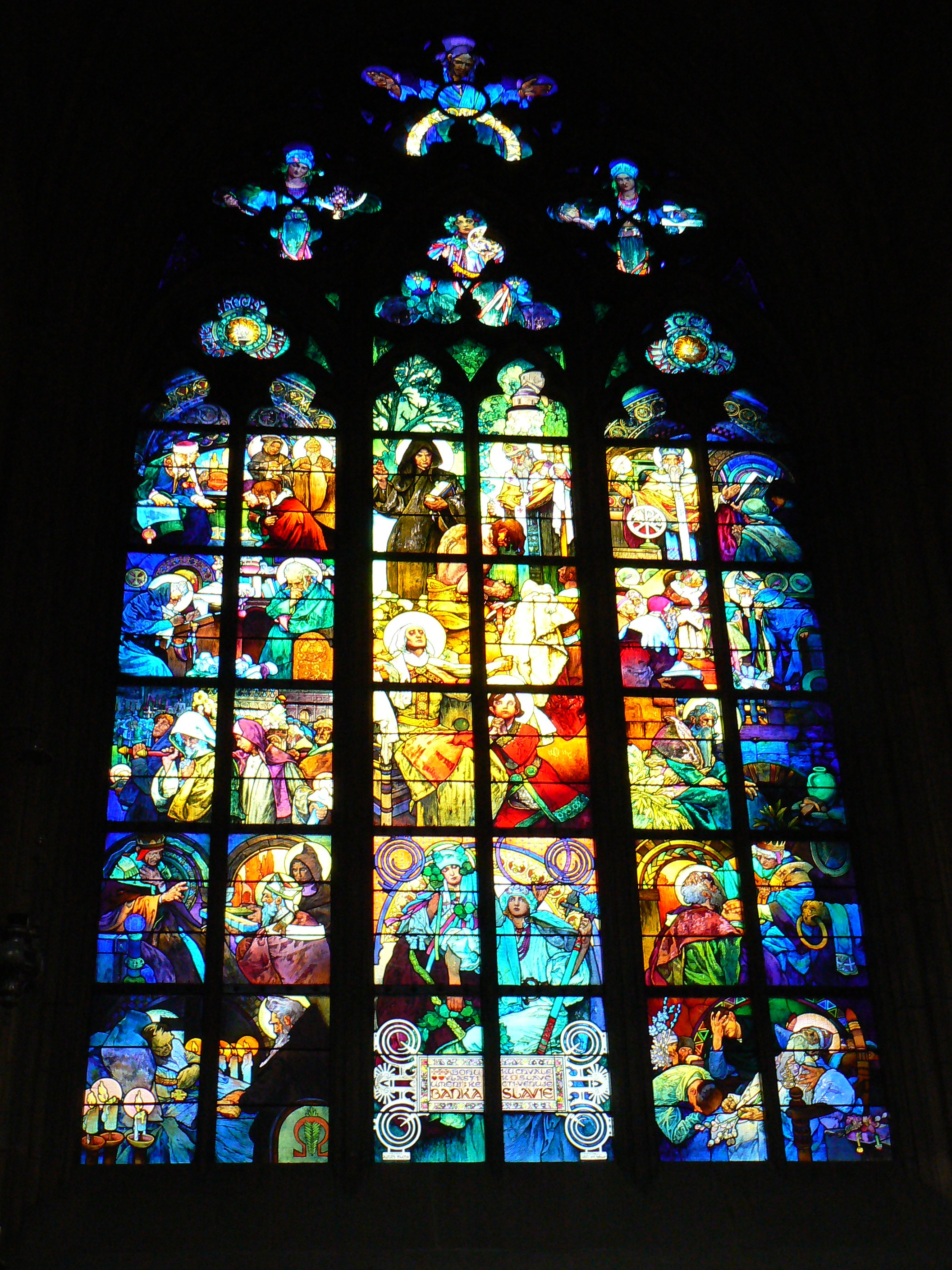
プラハの聖ヴィート大聖堂にあるアルフォンス・ミュシャのステンドグラス
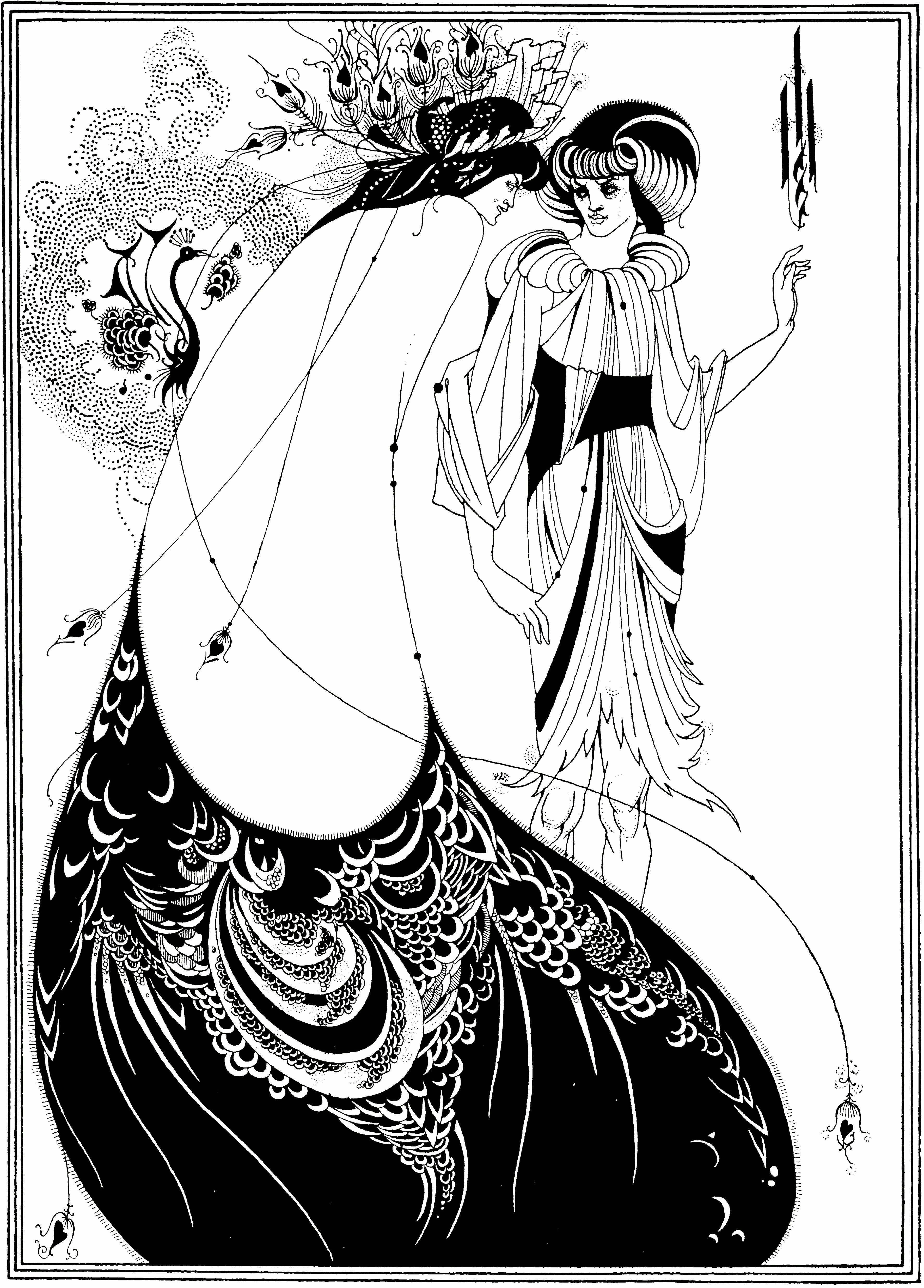
オーブリー・ビアズリーによるオスカー・ワイルド『サロメ』挿絵(1892)
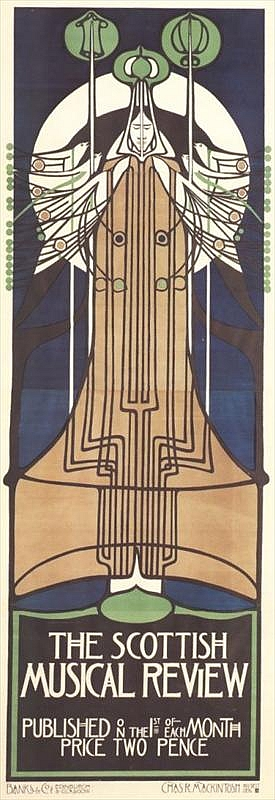
チャールズ・レニー・マッキントッシュ『スコットランド音楽レビュー』(1896)
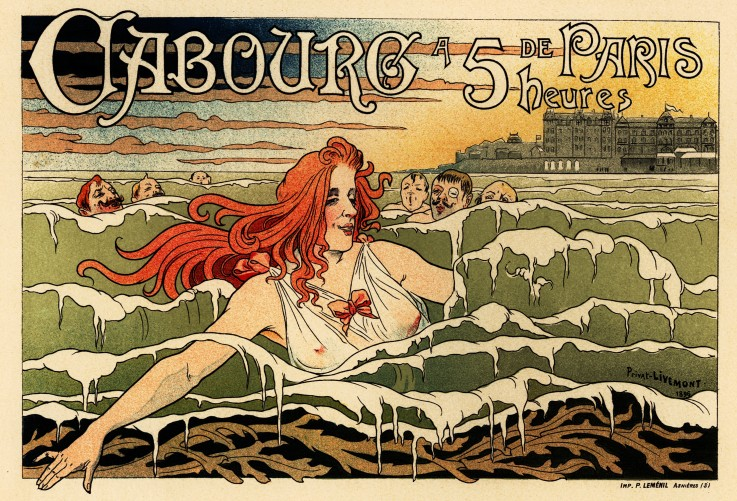
アンリ・プリヴァ＝リヴモン『カブールのカジノ』ポスター(1897)
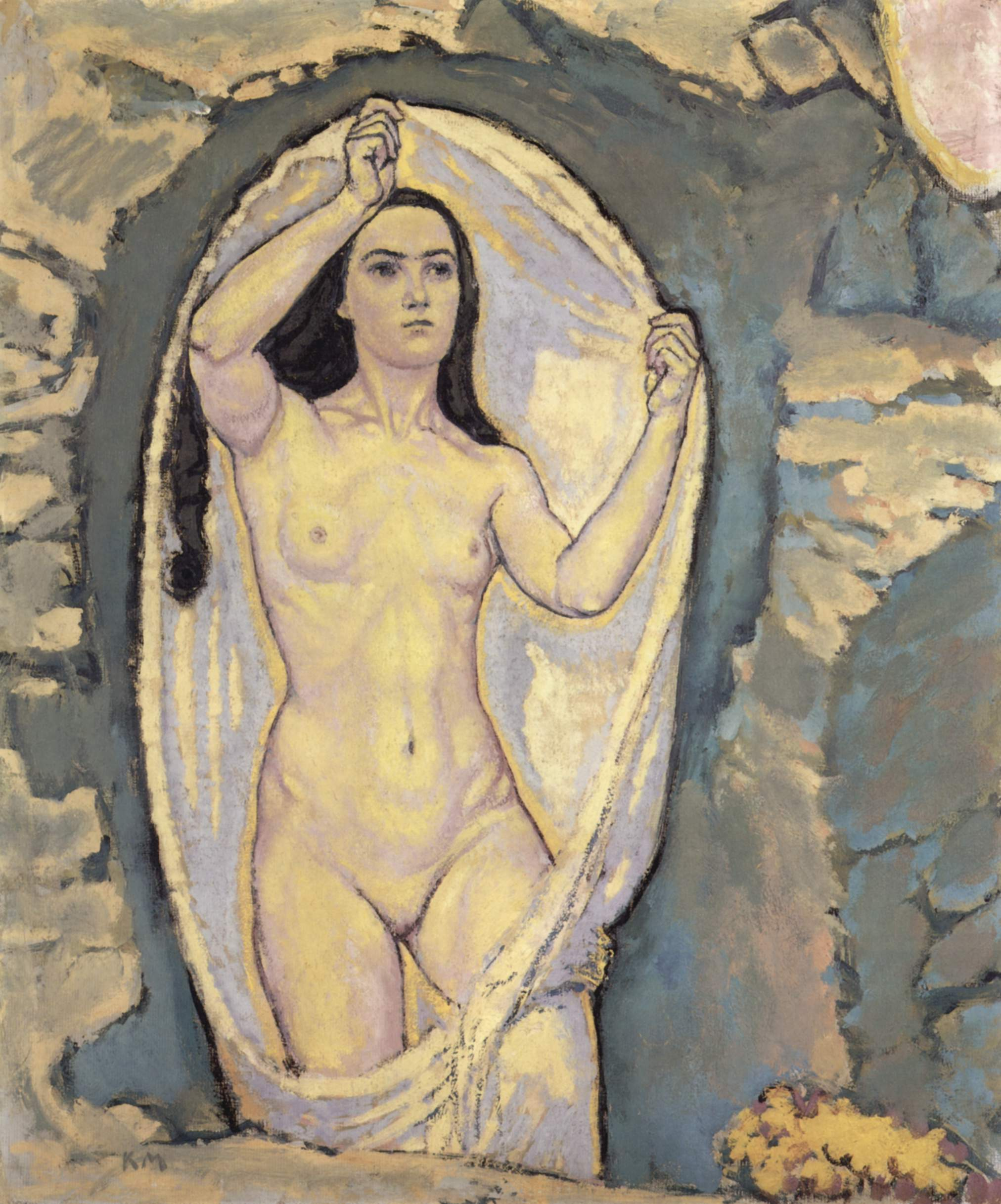
コロマン・モーザー『洞窟の中のヴィーナス』(1915)
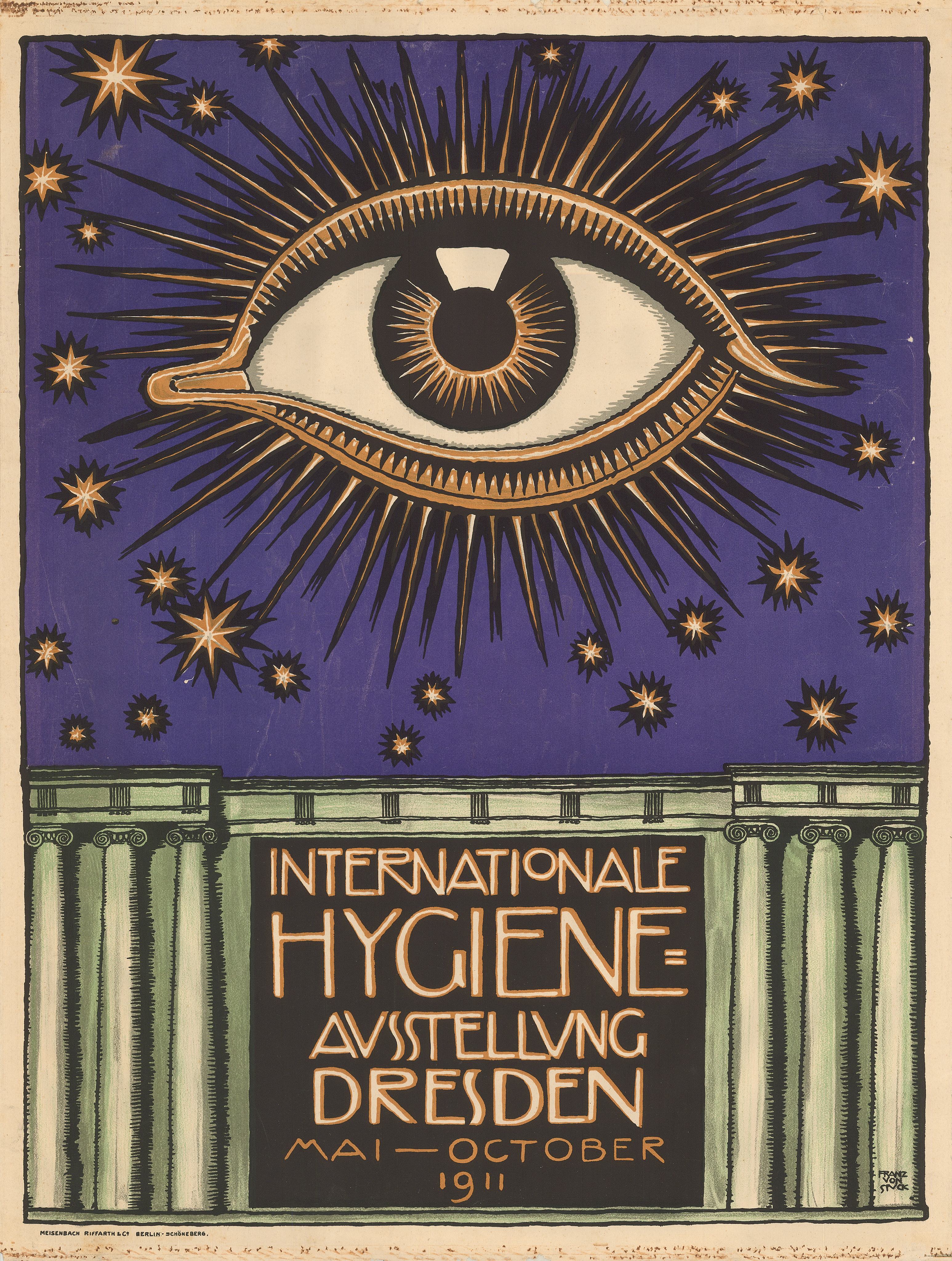
フランツ・フォン・シュトゥック『国際衛生博覧会』ポスター(1911)

## 主要な建築作品
| アンリ・ギュトンが建設した『レンヌ通りの大バザール』(パリ、1906-1907) |  | エクス＝レ＝バンのホテル「Beau Site」 |
| アンリ・ギュトンが建設した『レンヌ通りの大バザール』(パリ、1906-1907) |  | エクス＝レ＝バンのホテル「Beau Site」 |

- エクトール・ギマールによるパリの地下鉄駅出入口
- ヴィクトール・オルタによるタッセル邸（ブリュッセル、1893年）
- ポール・アンカールのアンカール邸、ブリュッセル
- ポール・コーシーのコーシー邸、ブリュッセル、1905年[3]
- シャルルロワにある『黄金の家』、Gabriel van Dievoetによるスグラッフィートがある
- レオン・ドリュヌのドリュヌ邸、ブリュッセル
- アントニ・ガウディによるサグラダ・ファミリア（建設中）、バルセロナ
- アンリ・ソヴァージュによるマジョレル邸、ナンシー、1902年[4]
- オテル・デュ・パルク（旧オテル・メトロポール）、プロンビエール＝レ＝バン
- ジャン＝エミール・レスプランディによるチュニス市立劇場、1902年
- ヨゼフ・マリア・オルブリッヒによるセセッション館（分離派会館）、ウィーン、1898年
- ルサージュ薬局、ドゥーヴル＝ラ＝デリヴランド
- レストラン「ラ・フェルメット・マルブーフ」（パリ、1900年）
- ジャック・エルマンによるソシエテ・ジェネラル本店（パリ、1912年）

アール・ヌーヴォー運動の中心地であったナンシーとブリュッセルにはこの他にも数多くのアール・ヌーヴォー作品が残っている。またリガにはヨーロッパ最大規模のアール・ヌーヴォー建築群がある。

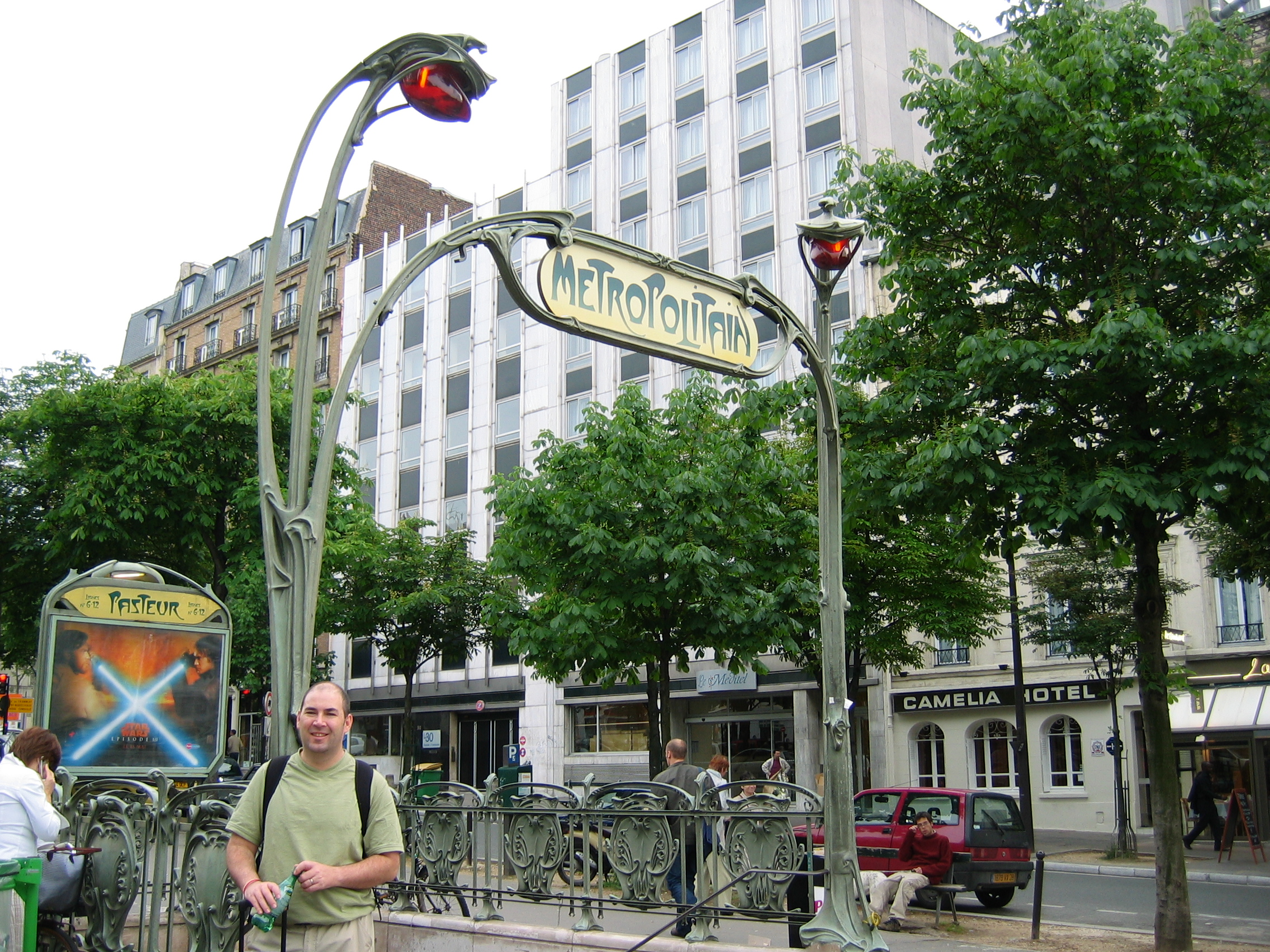
エクトール・ギマールによるパリ地下鉄出入口
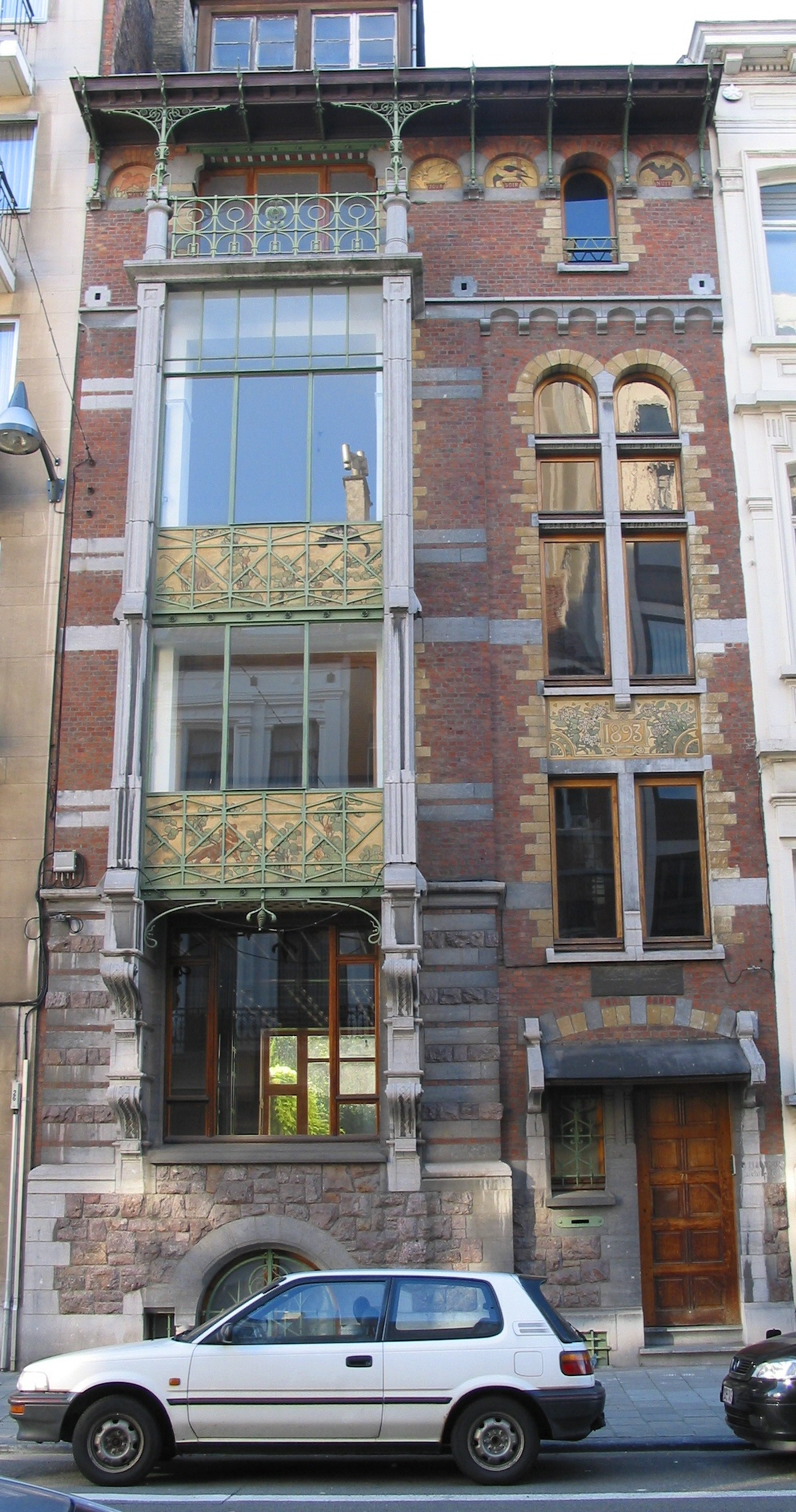
ポール・アンカールのアンカール邸、ブリュッセル
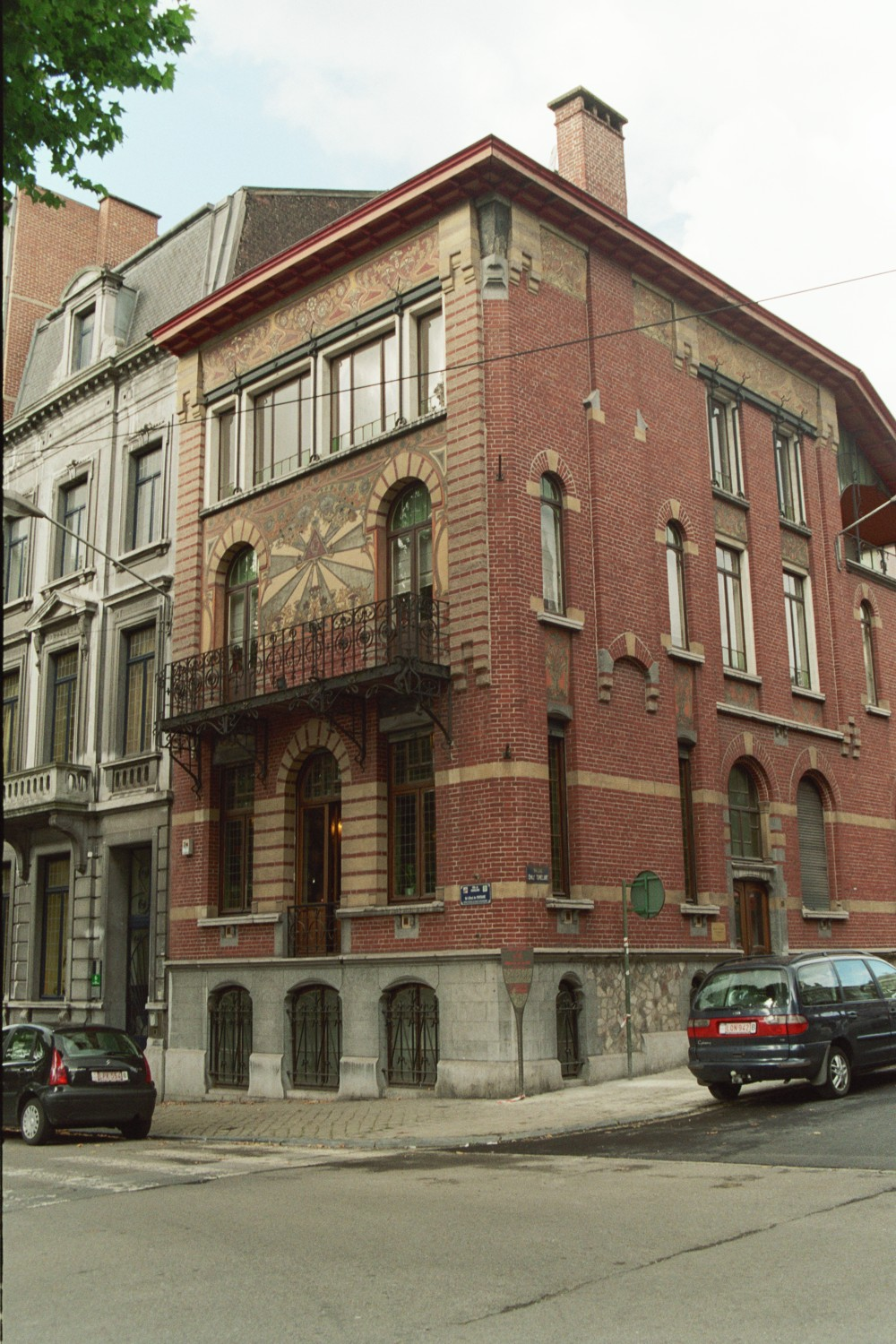
シャルルロワにある『黄金の家』
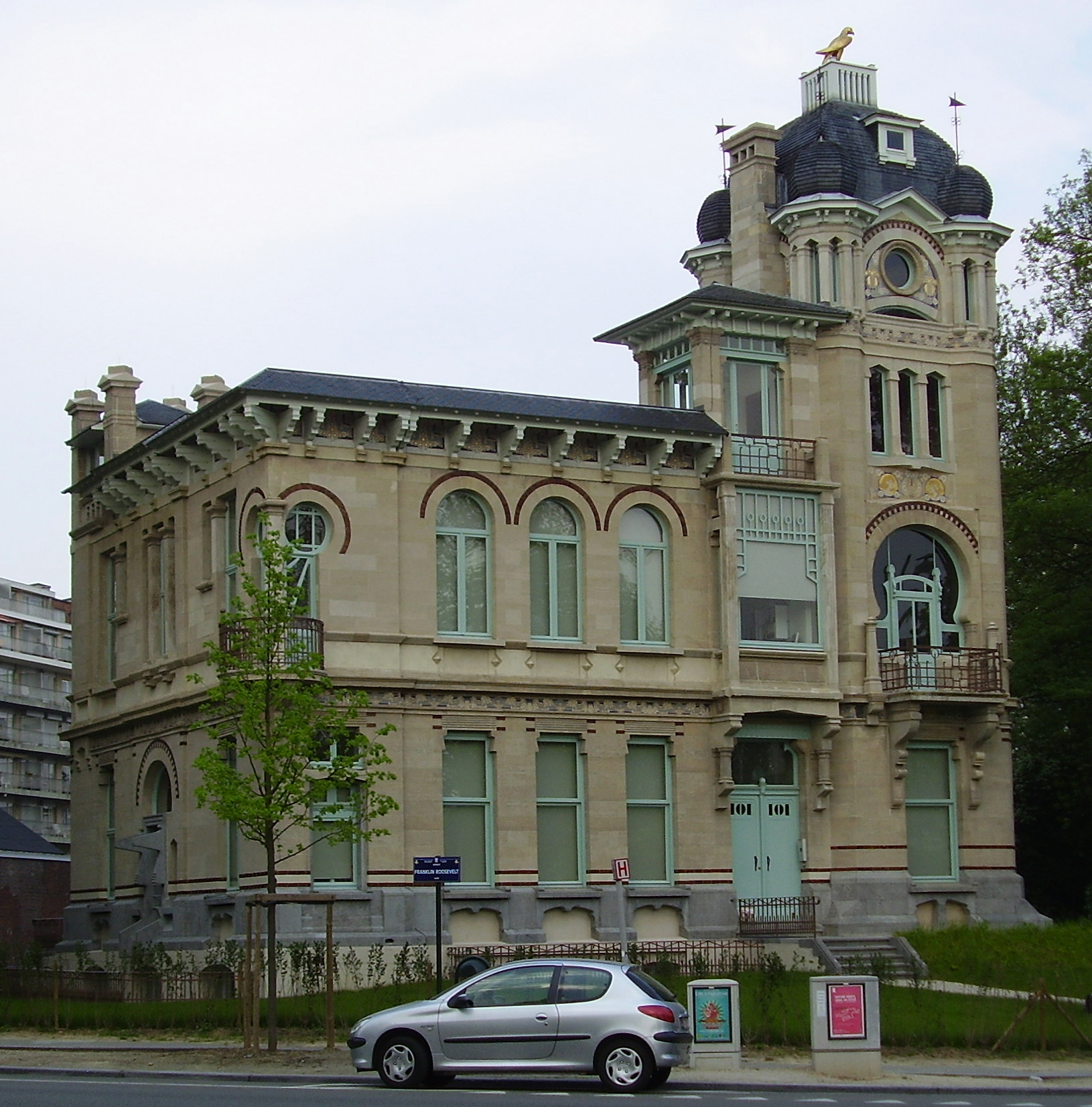
レオン・ドリュヌのドリュヌ邸、ブリュッセル
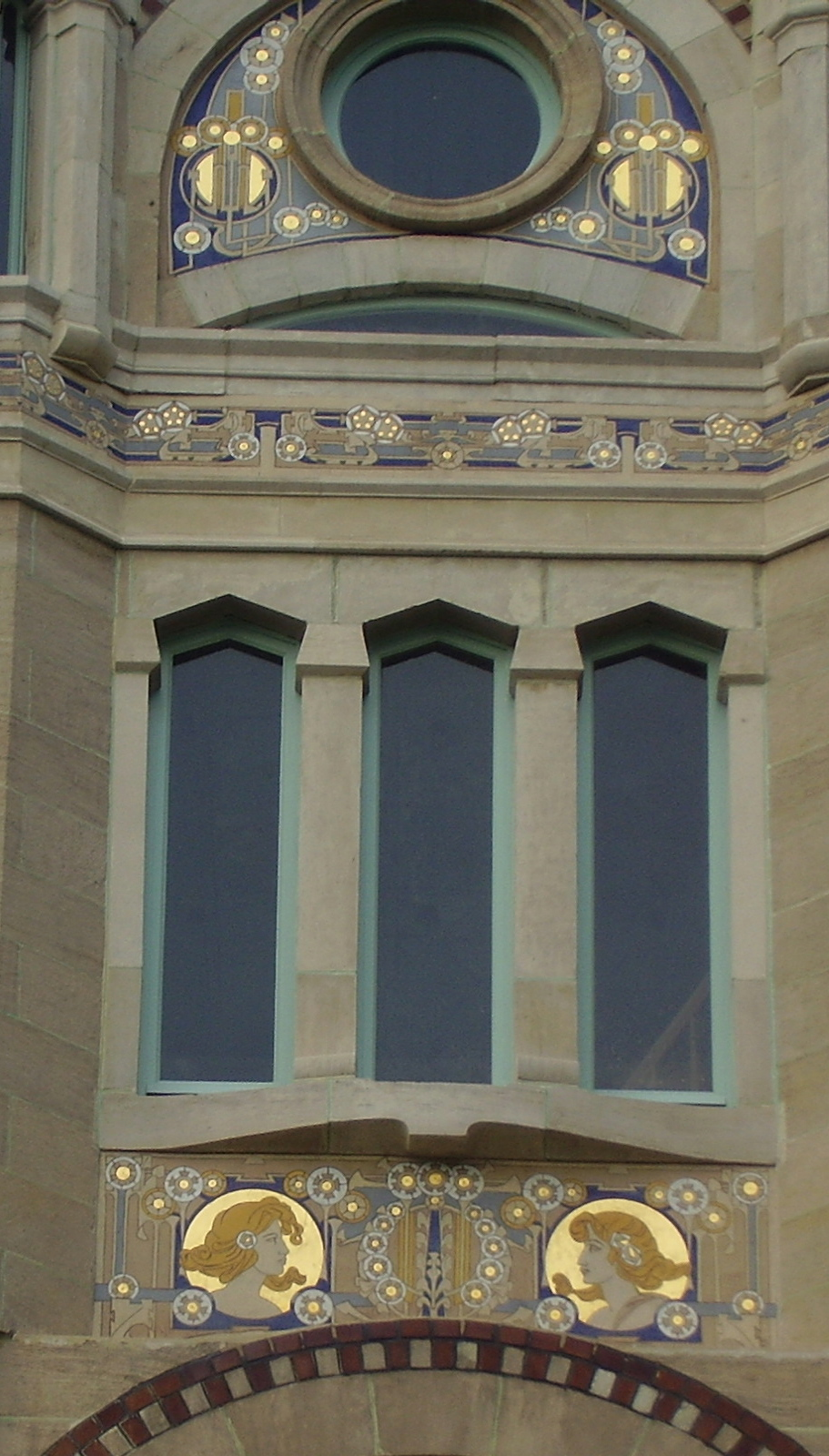
ドリュヌ邸、ポール・コーシーのスグラッフィート
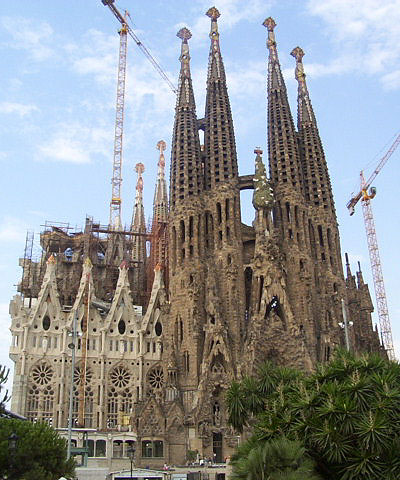
アントニ・ガウディによるサグラダ・ファミリア（建設中）、バルセロナ
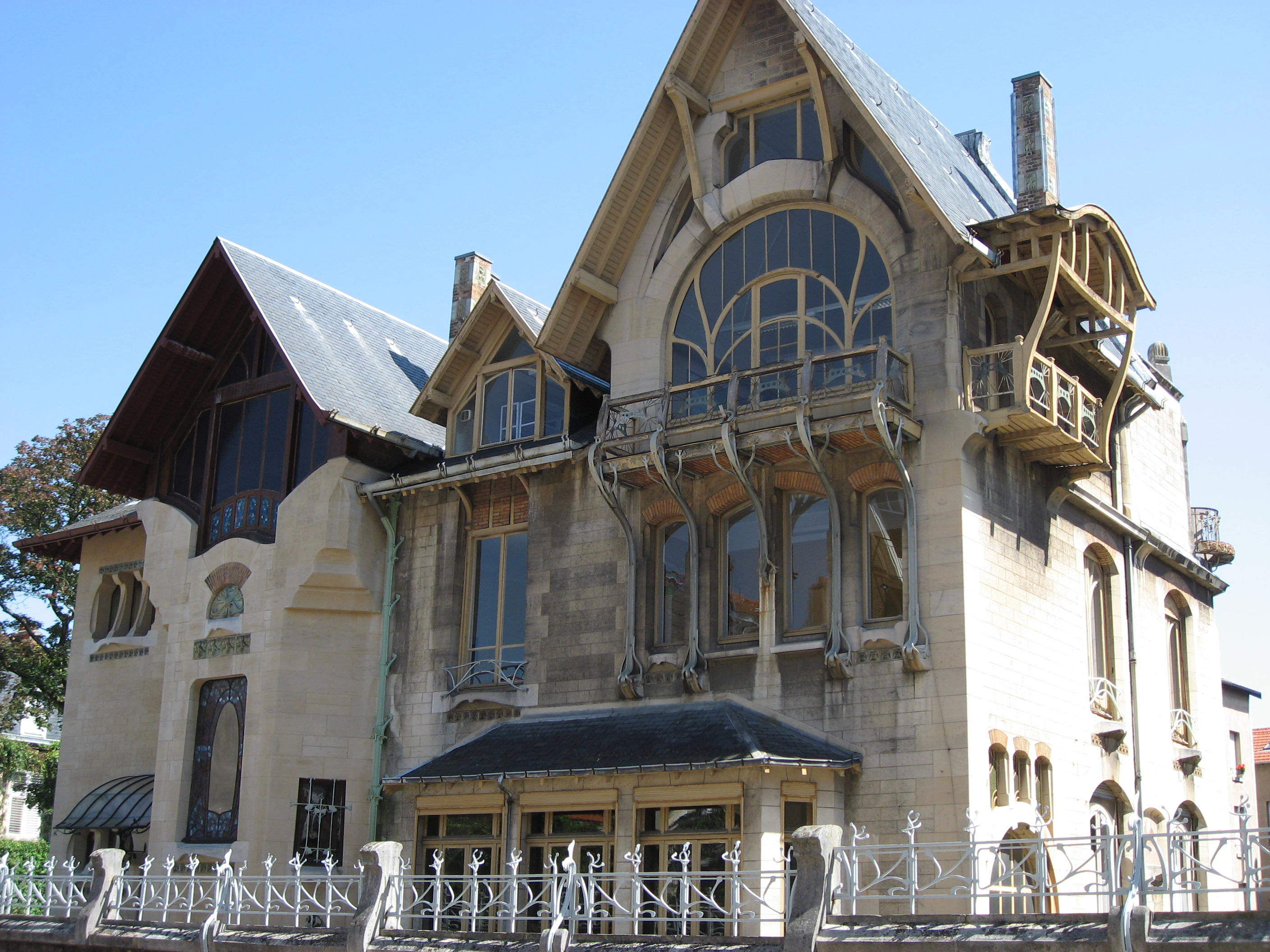
アンリ・ソヴァージュによるマジョレル邸、ナンシー
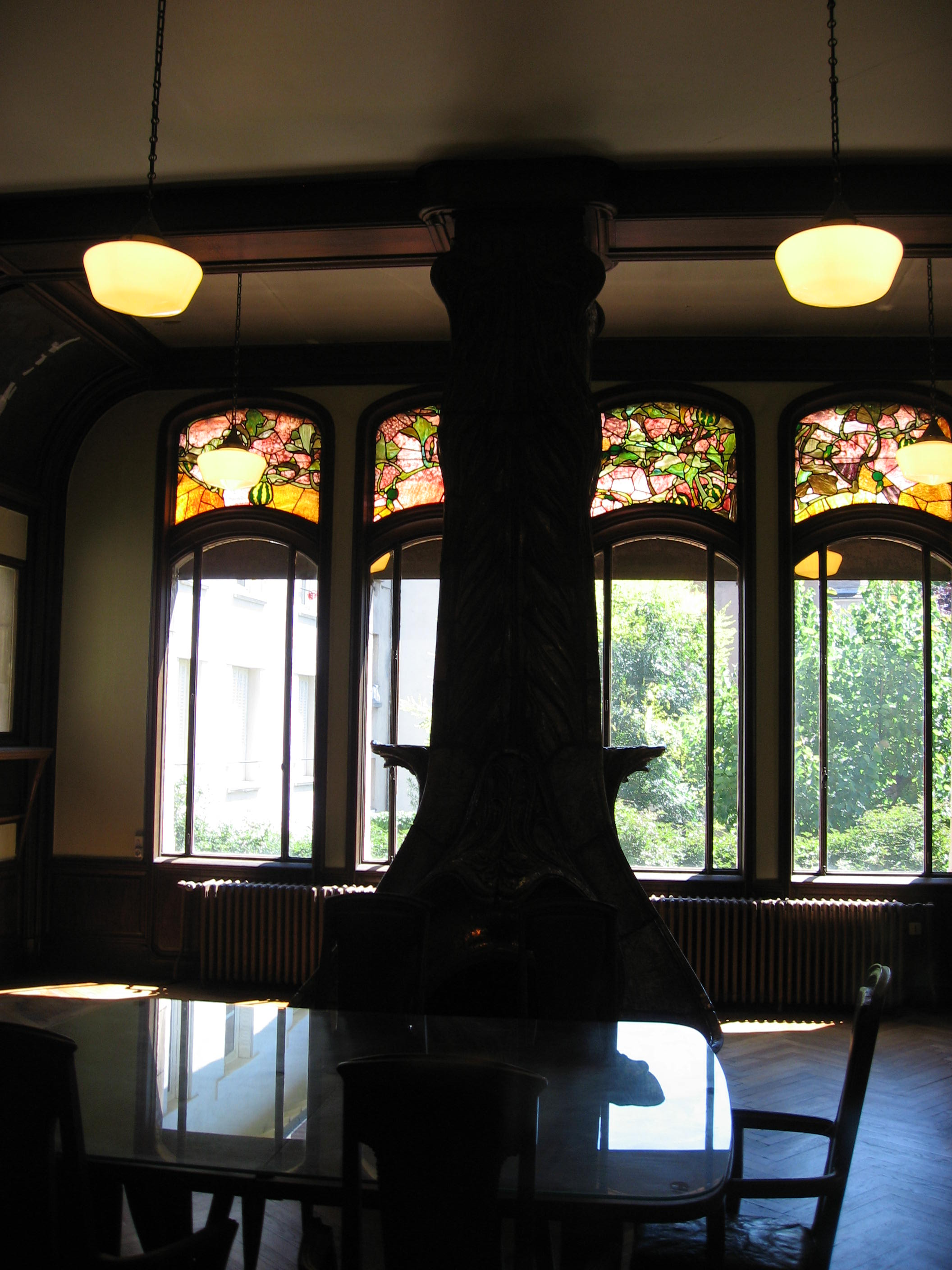
マジョレル邸内部。煙突はアレクサンドル・ビゴー、ステンドグラスはジャック・グリューバーの作
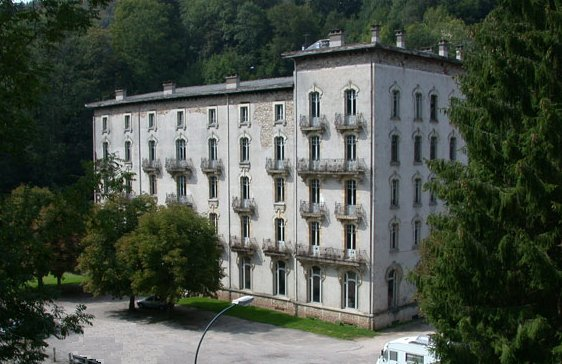
オテル・デュ・パルク（旧オテル・メトロポール）、プロンビエール＝レ＝バン
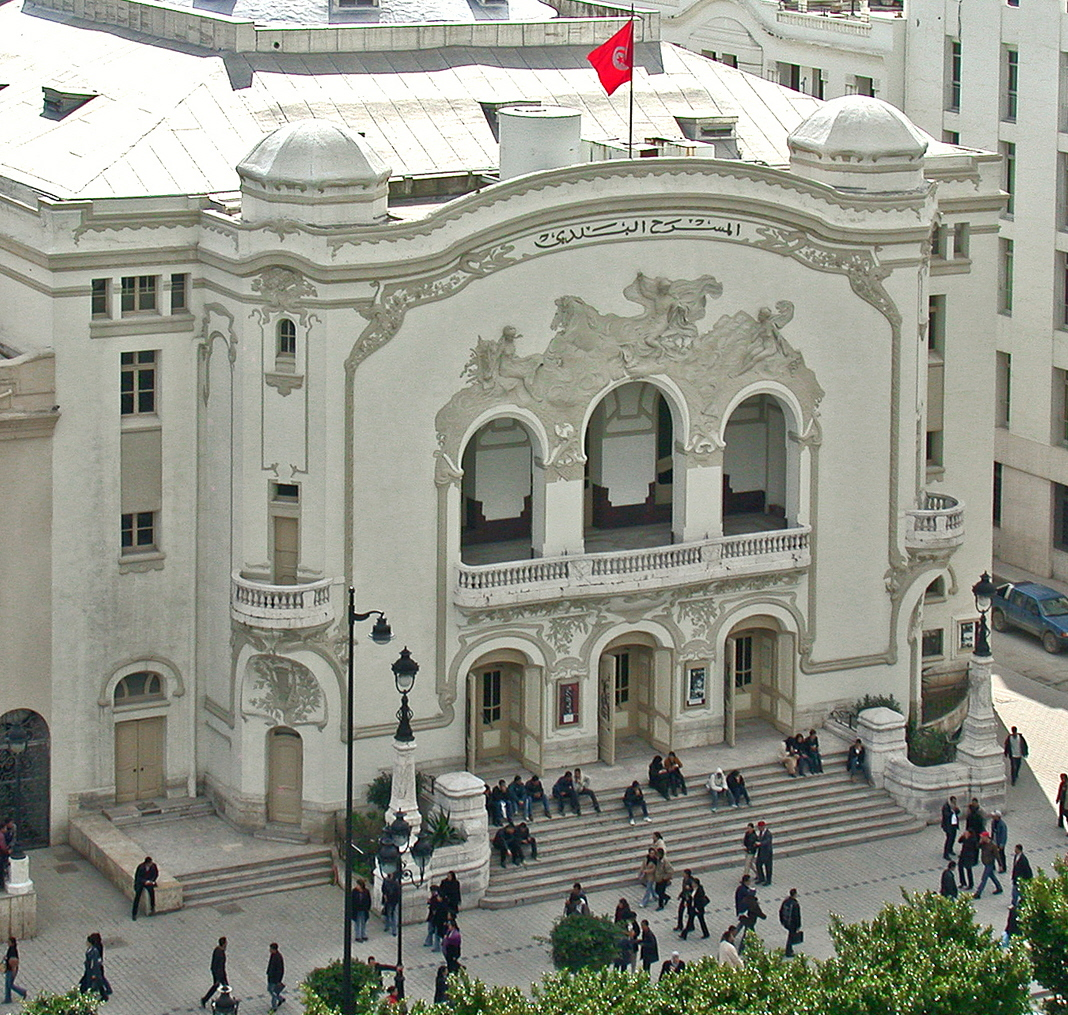
ジャン＝エミール・レスプランディによるチュニス市立劇場、1902年
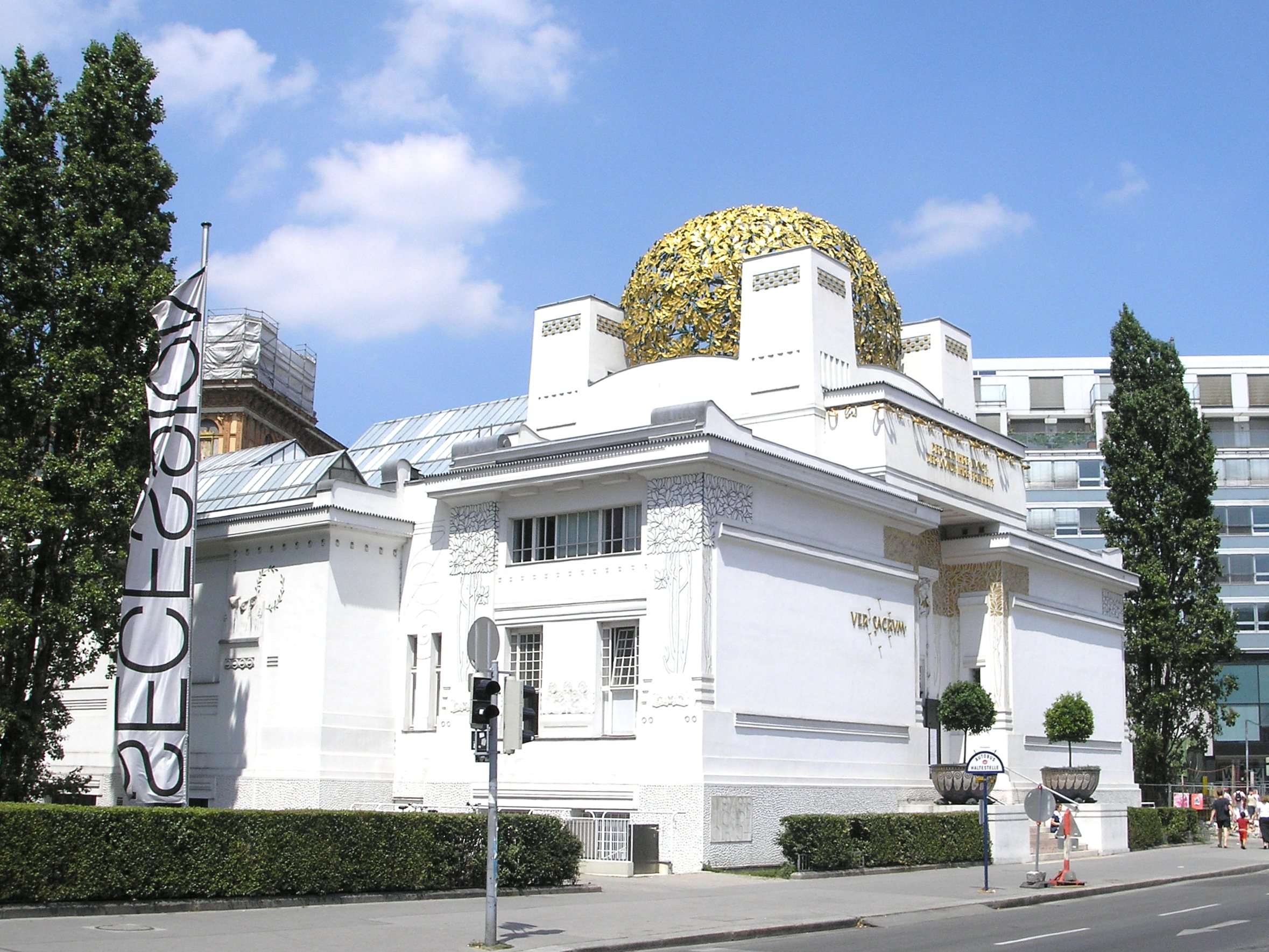
ヨゼフ・マリア・オルブリッヒによるセセッション館（分離派会館）、ウィーン、1898年
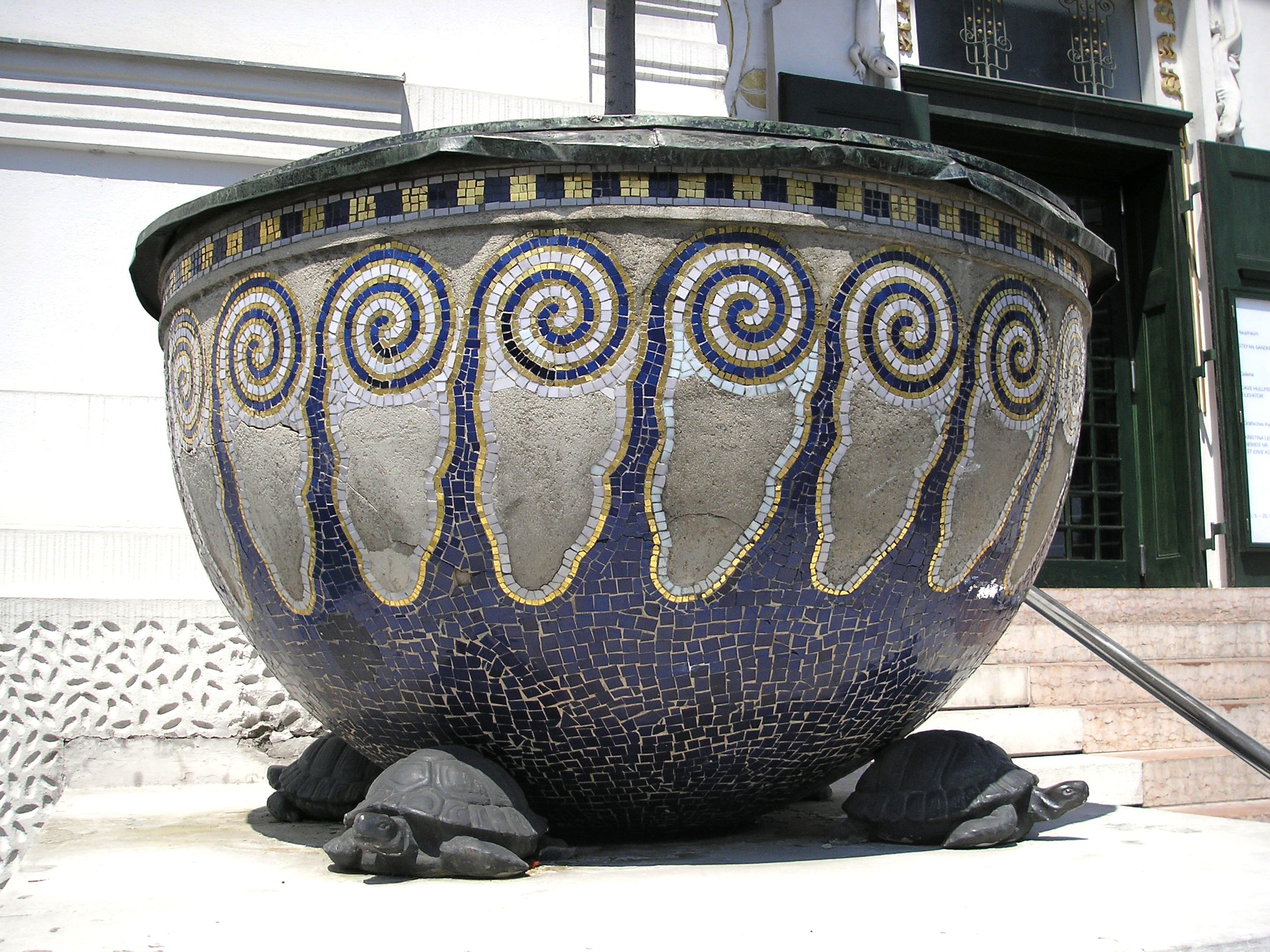
ウィーン分離派会館のオブジェ。ユーゲント・シュティールの典型例
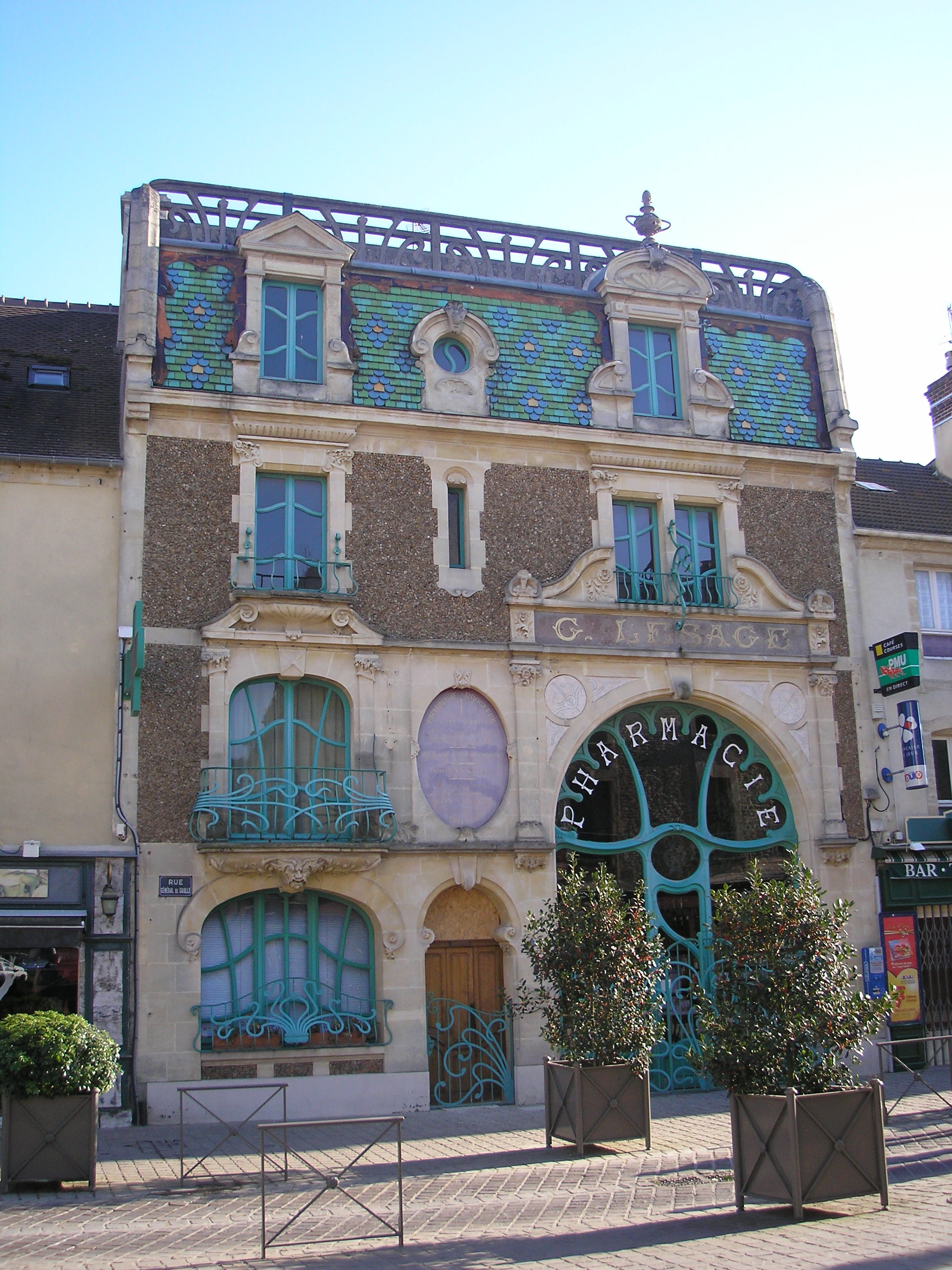
ルサージュ薬局、ドゥーヴル＝ラ＝デリヴランド
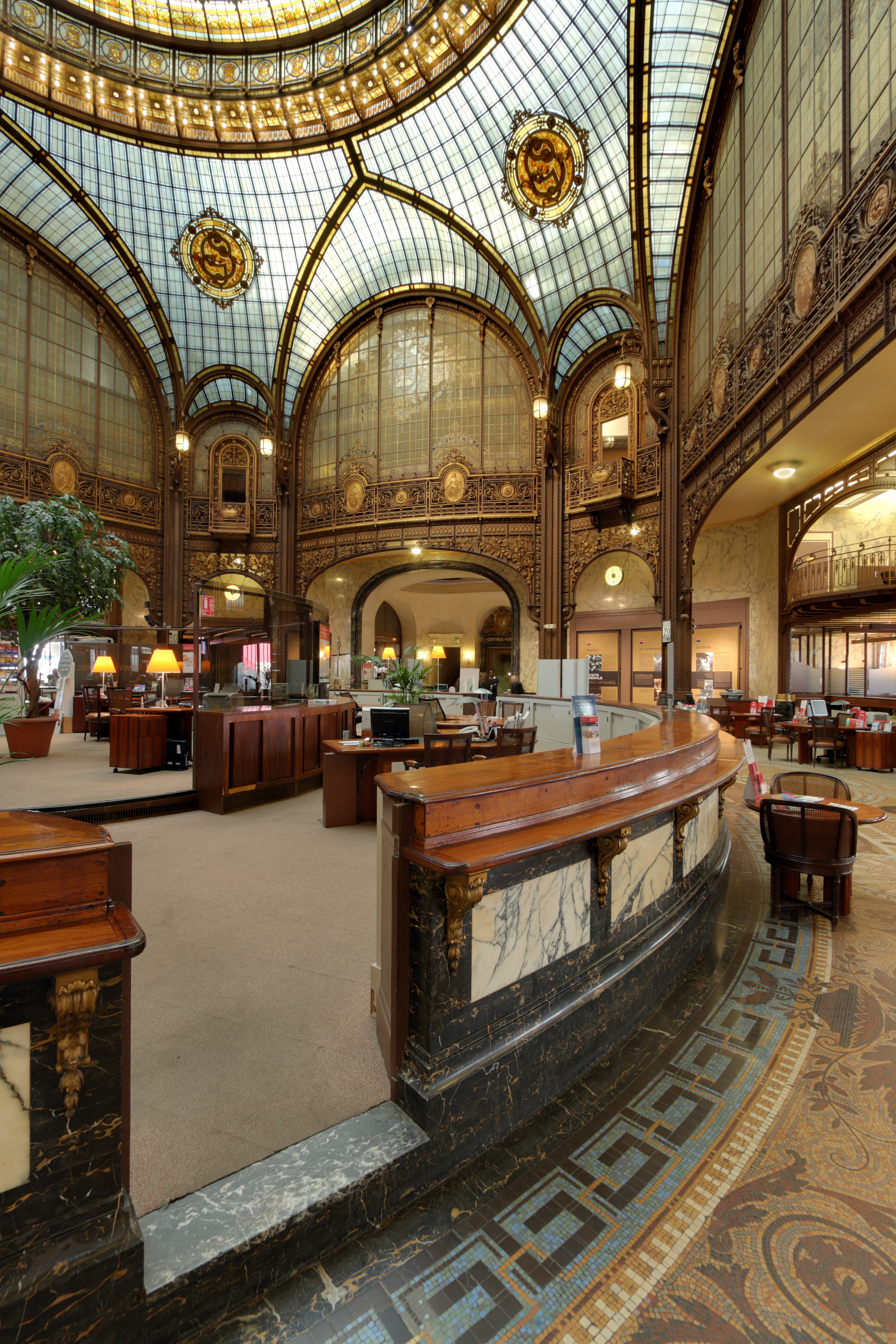
ジャック・エルマンによるソシエテ・ジェネラル本店（パリ、1912年）

## 各国でのアール・ヌーヴォーと主要人物
フランス、ベルギーがアール・ヌーヴォーの中心地であったが、同様の新しい芸術様式はヨーロッパ各地やアメリカ合衆国でも花開いた。イギリス、チェコ、イタリアその他の国々にもアール・ヌーヴォー様式の鉄道駅、ホテルの建物などが残っている。

### フランス

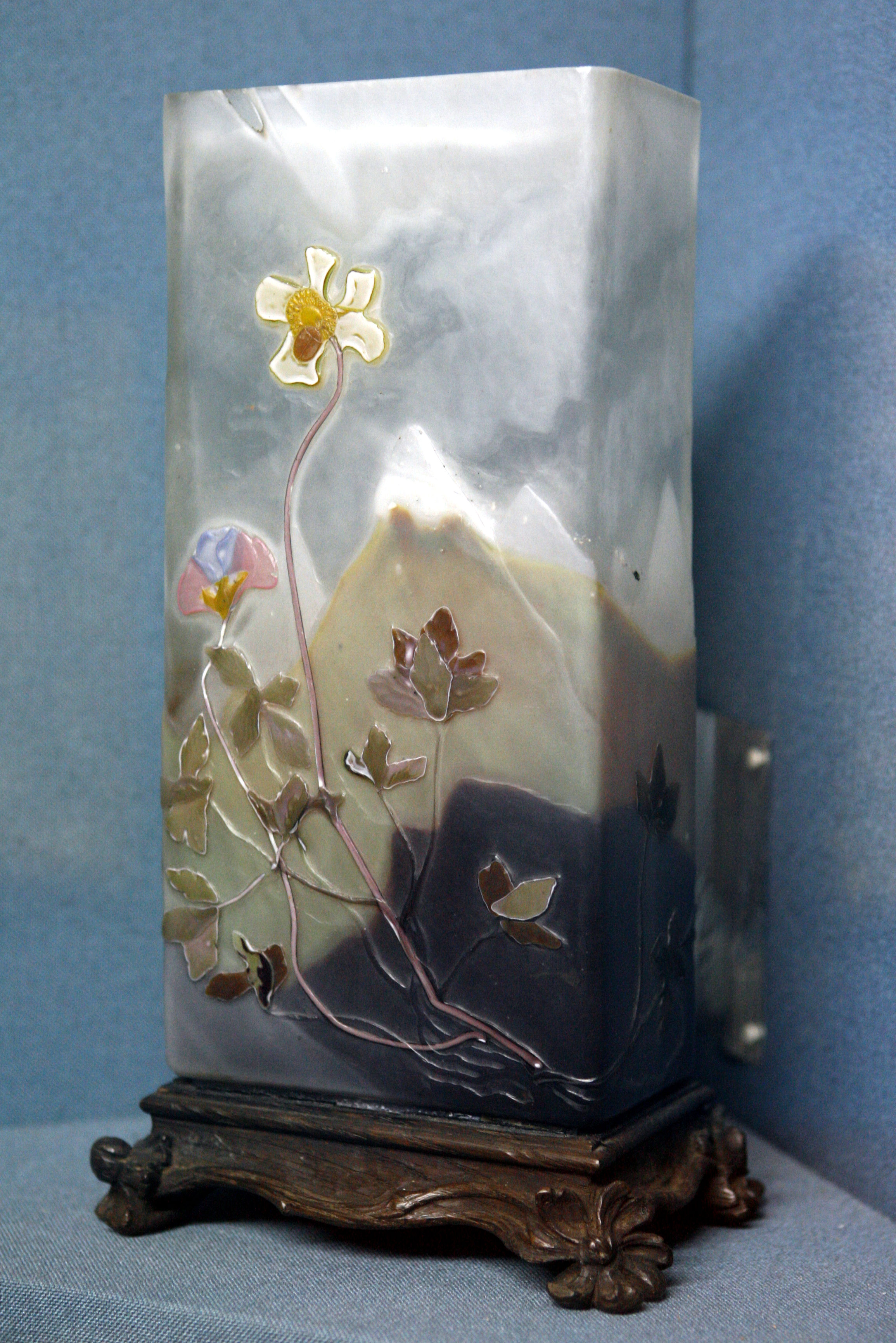
エミール・ガレの花瓶 (1900)

パリでは1895年にサミュエル・ビングがアール・ヌーヴォーの画廊を開き、1900年にはパリ万国博覧会が催され、地下鉄駅出入口やカステル・ベランジェで知られるエクトール・ギマールのほか、ガラス工芸家のルネ・ラリック（ラリックの活動期間は長く、アール・デコの時代に及ぶ）、建築家ユジェーヌ・ガイヤール、金物師エドガー・ウィリアム・ブラント（兵器開発者でもあった）、画家ポール・ベルトン、アルフォンス・ミュシャ、ウジェーヌ・グラッセなどの重要人物たちの活動の場となった。
しかしながら、最もまとまったグループを形成したのはナンシー派であり、ガラス工芸家のドーム兄弟、エミール・ガレ、ジャック・グリューバー、家具師ルイ・マジョレル、建築家ウジェーヌ・ヴァラン、 オクターヴ・ゲラン、彫刻家アントナン・バルテルミなど数多くの人物を輩出した。

### ベルギー
ベルギーでは、ヴィクトール・オルタが最初のアール・ヌーヴォー建築を建設し、ポール・アンカール、エルネスト・ブルロ、ポール・コーシー、ギュスターヴ・ストローヴァン、ポール・サントノイ、レオン・ドリュヌ、フィリップ・ウォルハーズ、ジュール・ブリュンフォー、Gabriel van Dievoet、ギュスターヴ・セリュリエ＝ボヴィ、ヴィクトル・ルソーなど数多くのアール・ヌーヴォー建築家・芸術家を輩出した。運動のオピニオンリーダーであったアンリ・ヴァン・デ・ヴェルデはドイツでその芸術を発展させた。
オルタのタッセル邸やソルヴェー邸は「建築家ヴィクトル・オルタの主な都市邸宅群 (ブリュッセル)」の名で世界遺産となっている。

### イギリス

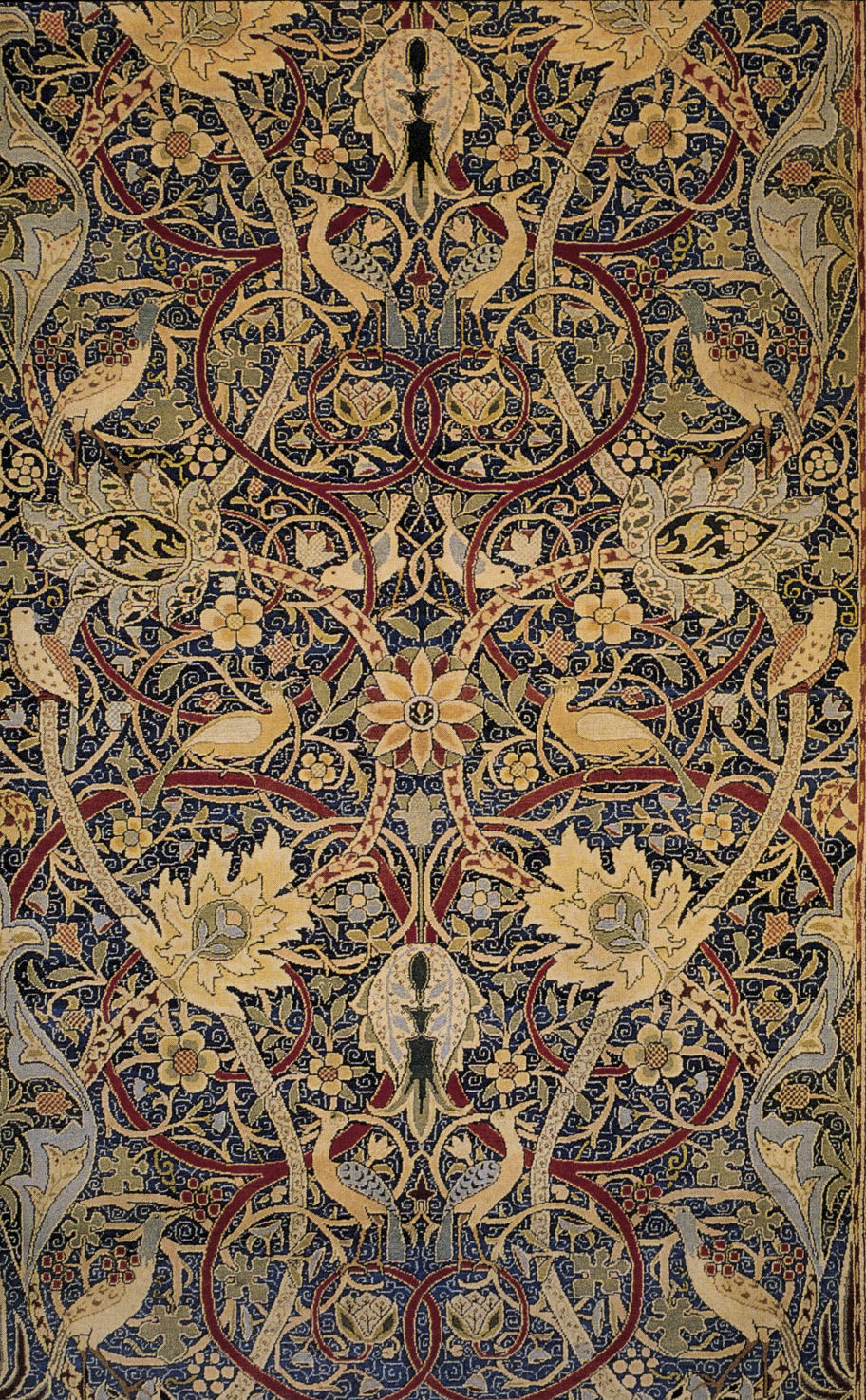
ウィリアム・モリスのカーペット (1889)

イギリスはアール・ヌーヴォーの起源であり、詩人・デザイナーのウィリアム・モリスのアーツ・アンド・クラフツ運動がアール・ヌーヴォーの先駆けとなり、工芸家たちと、ギルド・オブ・ハンディクラフトを設立した建築家、工芸家のチャールズ・ロバート・アシュビーや、アメリカのイラストレーターのウィル・H・ブラッドリー（Will H.Bradley）らに受け継がれた。
後には、グラスゴーでチャールズ・レニー・マッキントッシュとその妻マーガレット・マクドナルド・マッキントッシュ、マーガレットの妹フランセス・マクドナルド、ハーバート・マックニーの「4人組」（The Four）が「グラスゴー派」を形成した。オーブリー・ビアズリーによるオスカー・ワイルド『サロメ』の挿絵はアール・ヌーヴォーのイラストレーションの代表格である。

### ドイツ・オーストリア
特にドイツ語圏のものをユーゲント・シュティール（青春様式）という。
オーストリアでは1897年にウィーン分離派（ゼツェッシオン）が旗揚げし、総合的な芸術運動を目指した。代表的芸術家は、ウィーン分離派の中心人物であった建築家のオットー・ワーグナー、ヨゼフ・マリア・オルブリッヒや画家のグスタフ・クリムトなど。
ドイツでは建築家のアウグスト・エンデル、彫刻家のヘルマン・オブリストなどを中心にミュンヘン、ベルリン、ダルムシュタットでユーゲント・シュティールが展開された。

### その他の欧米諸国
スペインのものをモデルニスモ（モダニズム）などと呼ぶ。特にバルセロナを中心に、アントニ・ガウディのほかリュイス・ドメネク・イ・ムンタネー、ジュゼップ・プッチ・イ・カダファルク、ジュゼップ・マリア・ジュジョールなどの建築家がいる。
オランダでは画家ヤン・トーロップと建築家ヘンドリック・ペトルス・ベルラーへがいる。
イタリアでは「スティレ・リベルティ」と呼ばれ、いずれも建築家のエルネスト・バジーレ、ライモンド・ダロンコ、ジュゼッペ・ソマルーガ、カルロ・ブガッティ、ジュゼッペ・ブレガが活躍した。
スイスにおいてはシャルル・レプラトニエがスティル・サパンを創始し、ル・コルビュジエらが影響を受けた。
北欧ではノルウェーでエドヴァルド・ムンクがアール・ヌーヴォー絵画を残しているほか、オーレスンがユーゲント・シュティール建築で知られている。フィンランドには建築家エリエル・サーリネンがいた。
チェコのプラハ本駅は高名なアール・ヌーヴォー建築である。アルフォンス・ミュシャはパリで活躍したが、出身はチェコであり、名前も本来の発音は「ムハ」に近い。

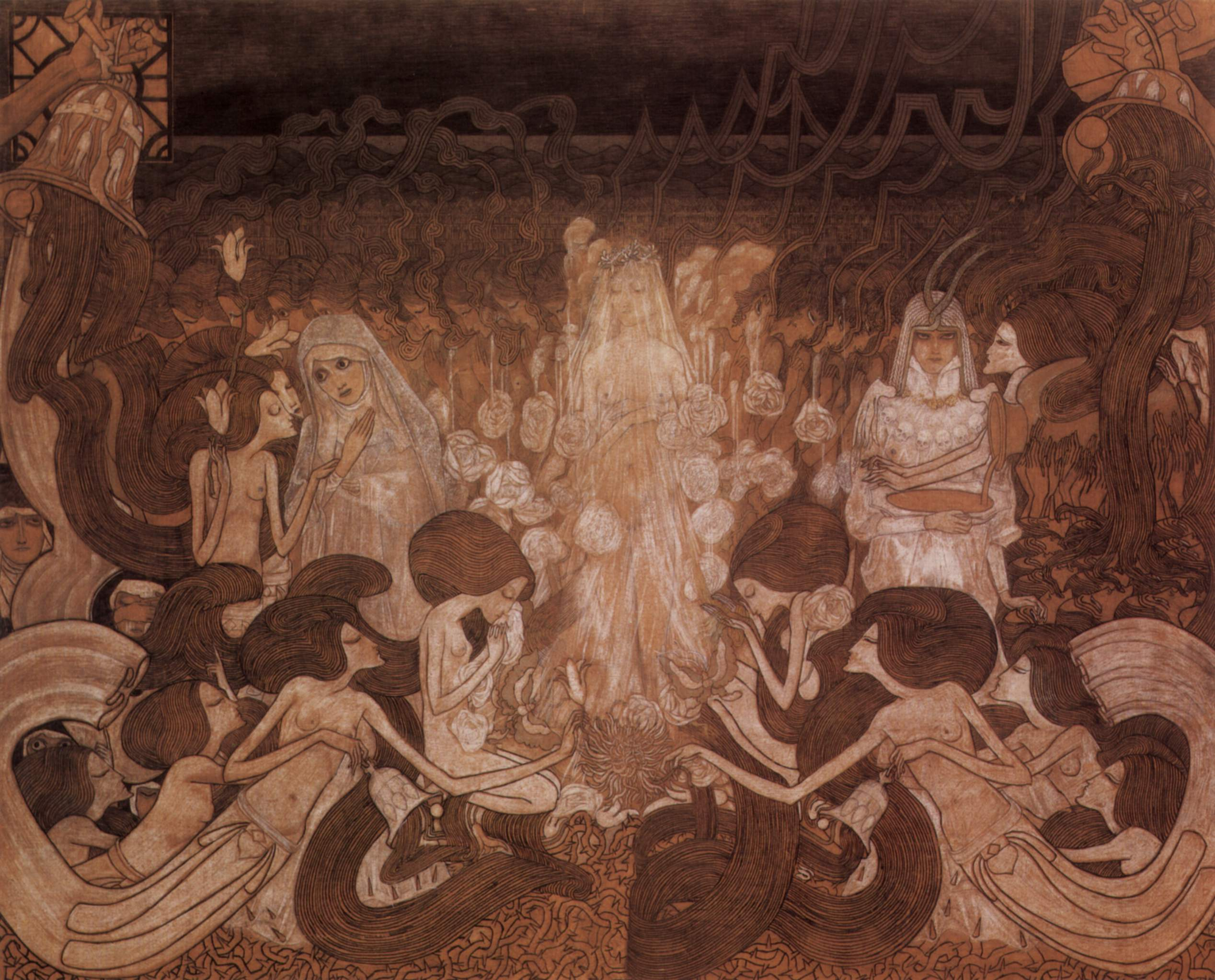
ヤン・トーロップ『3人の花嫁』(1893)
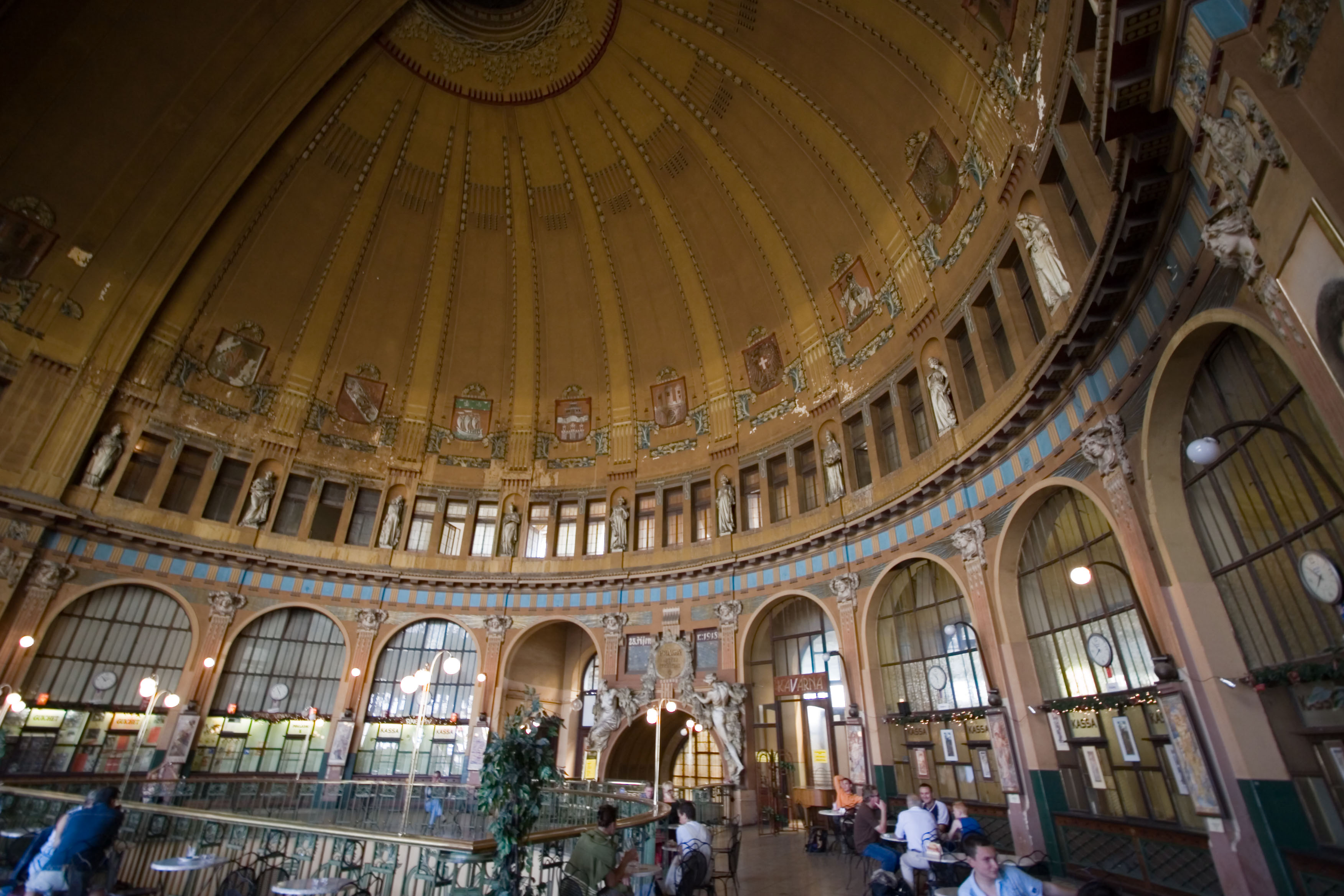
プラハ本駅のホール
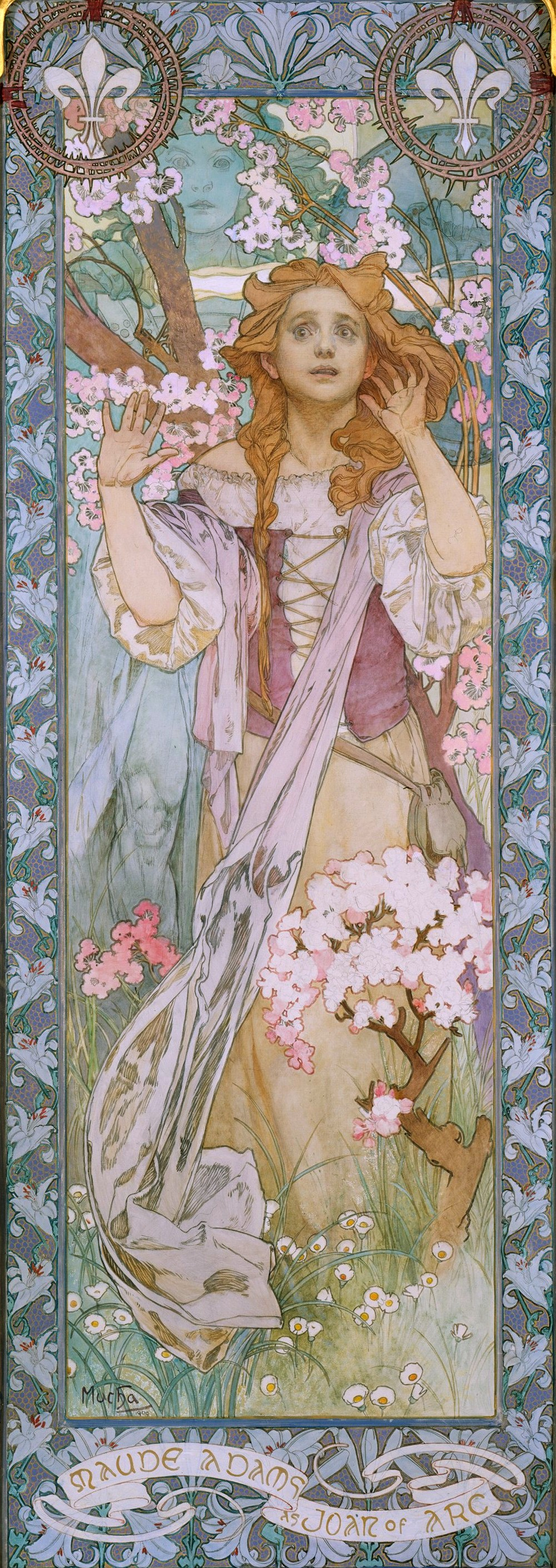
アルフォンス・ミュシャによる演劇『ジャンヌ・ダルク』ポスター (1909)

ハンガリーの建築家レヒネル・エデンにはブダペストの応用美術館、郵便貯金局などの作品がある。
ラトビアのリガは数多くのアール・ヌーヴォー建築で知られている。リガとロシアのペトログラード（現サンクトペテルブルク）で、建築家のミハイル・エイゼンシュテイン（映画監督のセルゲイ・エイゼンシュテインの父）が活躍した。
アメリカ合衆国ではシカゴの建築家ルイス・サリヴァンや、ニューヨークの宝飾デザイナー・ガラス工芸家ルイス・カムフォート・ティファニーが活躍した。
| ルイス・カムフォート・ティファニーの作品 : イェール大学のステンドグラス『教育』(1890)、杯と花瓶 (1910頃) |  | ルイス・カムフォート・ティファニーの作品 : イェール大学のステンドグラス『教育』(1890)、杯と花瓶 (1910頃) |
| ルイス・カムフォート・ティファニーの作品 : イェール大学のステンドグラス『教育』(1890)、杯と花瓶 (1910頃) |  | |

### 日本

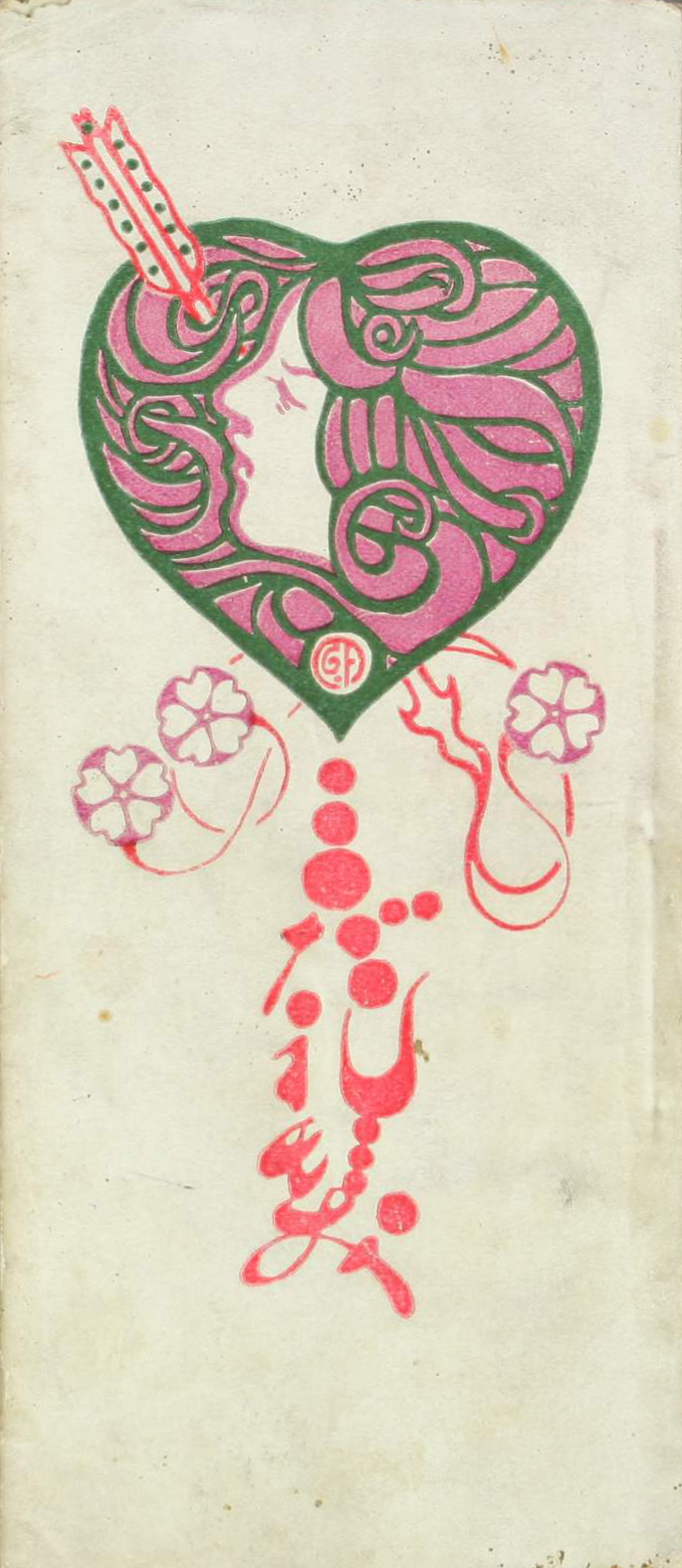
藤島武二による与謝野晶子の歌集『みだれ髪』表紙 (1901)

日本の木版画（浮世絵）、とりわけ葛飾北斎の諸作品はアール・ヌーヴォーの語彙の形成に強い影響を及ぼした。1880年代から1890年代にかけてヨーロッパを席巻したジャポニスムはその有機的なフォルム、自然界の参照、当時支配的だった趣味とは対照的なすっきりしたデザインなどで多くの芸術家に大きな影響を与えた。エミール・ガレやジェームズ・マクニール・ホイッスラーといった芸術家が直接取り入れたのみならず、日本に着想を得た芸術やデザインはサミュエル・ビング（パリ）やアーサー・ラセンビー・リバティ（ロンドン）といった商人たちの店によって後押しされた。ビングはアール・ヌーヴォーの店を開く前は日本美術の専門店を経営しており、1888年からは『芸術的日本』（La Japon Artistique）誌を発行してジャポニスムを広めた。
日本美術から刺激を受けたアール・ヌーヴォーは逆輸入の形で日本にも影響を与えた。夏目漱石の『猫』など一連の本の装幀（橋口五葉）、与謝野晶子の歌集『みだれ髪』・雑誌『明星』の表紙（藤島武二）や杉浦非水のポスターなどに直接的な影響が見られる。高畠華宵の出世作となった「中将湯」広告にはビアズリーの影響が指摘されている。インテリアでは、北九州市の旧松本健次郎邸（現西日本工業倶楽部）の内装（1912年ごろ、辰野金吾設計）にアール・ヌーヴォーの影響が指摘される。

## 洋書
- Paul Aron, Françoise Dierkens, Michel Draguet, Michel Stockhem, sous la direction de Philippe Roberts-Jones, Bruxelles fin de siècle, Flammarion, 1994
- Françoise Aubry, Jos Vandenbreeden, France Vanlaethem, Art nouveau, art dèco & modernisme, Èditions Racine, 2006
- Franco Borsi, Victor Horta, Èditions Marc Vokar, 1970
- Franco Borsi, Bruxelles, capitale de l'Art nouveau, Èditions Marc Vokar, 1971
- Franco Borsi, Paolo Portoghesi, Victor Horta, Èditions Marc Vokar, 1977
- Maurice Culot, Anne-Marie Pirlot, Art nouveau, Bruxelles, AAM, 2005, pp. 16, 35, 90, 91.
- Alice Delvaille et Philippe Chavanne, L'Art nouveau dans le Namurois et en Brabant Wallon, Alleur, 2006.

## 和書
- アール・ヌーヴォーとアール・デコ　甦る黄金時代（監修者：千足伸行、小学館、2001年）ISBN 4096996912
- スティーヴン・エスクリット『アール・ヌーヴォー 岩波世界の美術』（天野知香訳、岩波書店、2004）ISBN 400008979X
- デボラ・シルヴァーマン『アール・ヌーヴォー : フランス世紀末と「装飾芸術」の思想』（天野知香ほか訳、青土社、1999）ISBN 4791757661

【図録・作品集】
- ポーラ美術館編『ポーラ美術館名作選　エミール・ガレとアール・ヌーヴォーのガラス工芸』（ポーラ美術振興財団、2007）ISBN 9784901900102
- 世田谷美術館ほか編『パリのアール・ヌーヴォー : 19世紀末の華麗な技と工芸 : オルセー美術館展』（読売新聞社、2009）
- 村田孝子、冨澤洋子編『ガレ・ドーム・ラリック : アール・ヌーヴォーからアール・デコへ : 華麗なる装飾の時代』（NHKプロモーション、ポーラ美術館ほか、2008）
- 東京国立近代美術館編『日本のアール・ヌーヴォー1900-1923 : 工芸とデザインの新時代』（東京国立近代美術館、2005）

【概説・入門書など】
- 堀本洋一『ヨーロッパのアール・ヌーボー建築を巡る : 19世紀末から20世紀初頭の装飾芸術』（角川SSコミュニケーションズ〈角川SSC新書〉、2009）ISBN 9784827550672
- 橋本文隆解説『図説アール・ヌーヴォー建築 : 華麗なる世紀末』（河出書房新社〈ふくろうの本〉、2007）ISBN 9784309761077
- NHK「美の壺」制作班編『美の壺　アールヌーヴォーのガラス』（日本放送出版協会、2006）ISBN 4140811331
- 海野弘『アール・ヌーボーの世界 : モダン・アートの源泉』（中央公論新社〈中公文庫〉、改版2003）ISBN 412204152X
- 由水常雄『ジャポニスムからアール・ヌーヴォーへ』（中央公論社〈中公文庫〉、1994）ISBN 4122020654